# Nuraghe
(Alberto Maria Centurione, Studi recenti sopra i nuraghi e loro importanza, La Civiltà Cattolica, 1886)

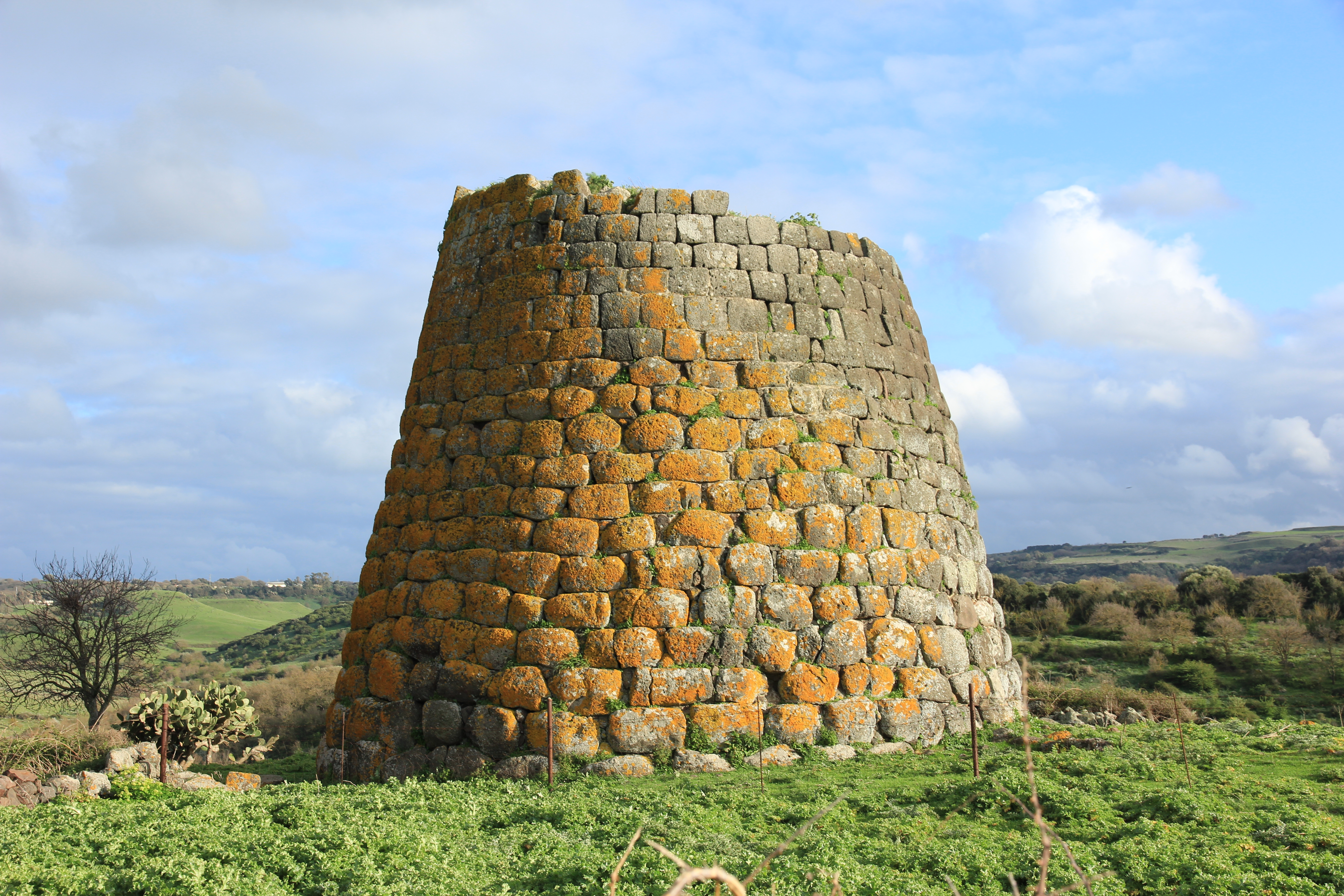
Nuraghe Nieddu di Codrongianos

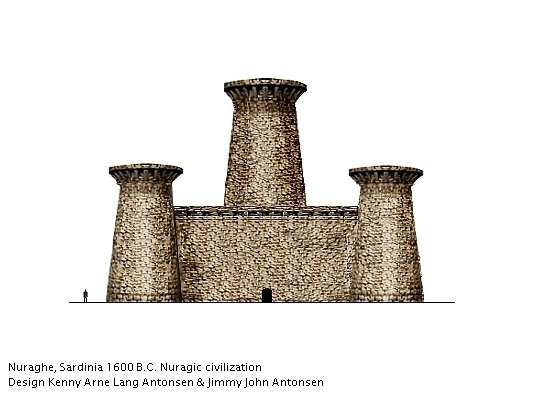
Ricostruzione di un nuraghe polilobato

I nuraghi (nuraghe/-s runaghe/-s in sardo logudorese, o nuraxi/-s in sardo campidanese, nuragu/-i in sassarese, naracu/-i in gallurese) sono antiche costruzioni in pietra di forma troncoconica presenti, con diversa concentrazione, in tutta la Sardegna. Sono unici nel loro genere e rappresentativi della civiltà nuragica, che ad essi deve il suo nome.
Alcuni sono complessi e articolati, veri e propri castelli nuragici con la torre più alta che in alcuni casi raggiungeva un'altezza tra i 25 e i 30 metri. Nella maggior parte dei casi, tuttavia, si tratta di singole torri ristrette verso l'alto, un tempo alte dai 10 ai 20 metri, con diametro alla base tra gli 8 e i 10 metri. Gli studiosi non hanno ancora espresso un parere comune sulla loro funzione originaria, mentre per quanto riguarda la datazione la maggior parte pensa che furono costruiti nel II millennio a.C., a partire dal 1800 a.C. fino al 1100 a.C.
Sono sparsi sull'intera isola, mediamente uno ogni 3 km², contraddistinguendone fortemente il paesaggio; in alcune zone sono posizionati a poche centinaia di metri gli uni dagli altri, come nella Valle dei Nuraghi della regione storica del Logudoro-Meilogu, oppure nelle regioni della Trexenta e della Marmilla. Ne sono stati identificate svariate migliaia, 7 000 o secondo altre fonti 8 000, anche se si ipotizza che in passato il loro numero fosse ancora maggiore: sono infatti numerosi gli esempi attestati, e ancor più quelli ipotizzati sulla base di sondaggi archeologici, di successivi edifici civili (nuraghe Gianbasile a Sindia, Boladorzu a Magomadas), signorili (Palazzo Zapata a Barumini) e ancor più frequentemente religiosi (nuraghe Lo' sotto la chiesa di Sant'Eligio a Bosa, Santa Maria Maddalena a Guamaggiore, San Nicola a Orroli, Santa Vittoria a Nuraxinieddu, San Simone a Escolca, San Saturnino a Benetutti), costruiti non solo spogliando la struttura di pre-esistenti nuraghi, ma molto spesso direttamente sulle loro fondamenta.

## Etimologia

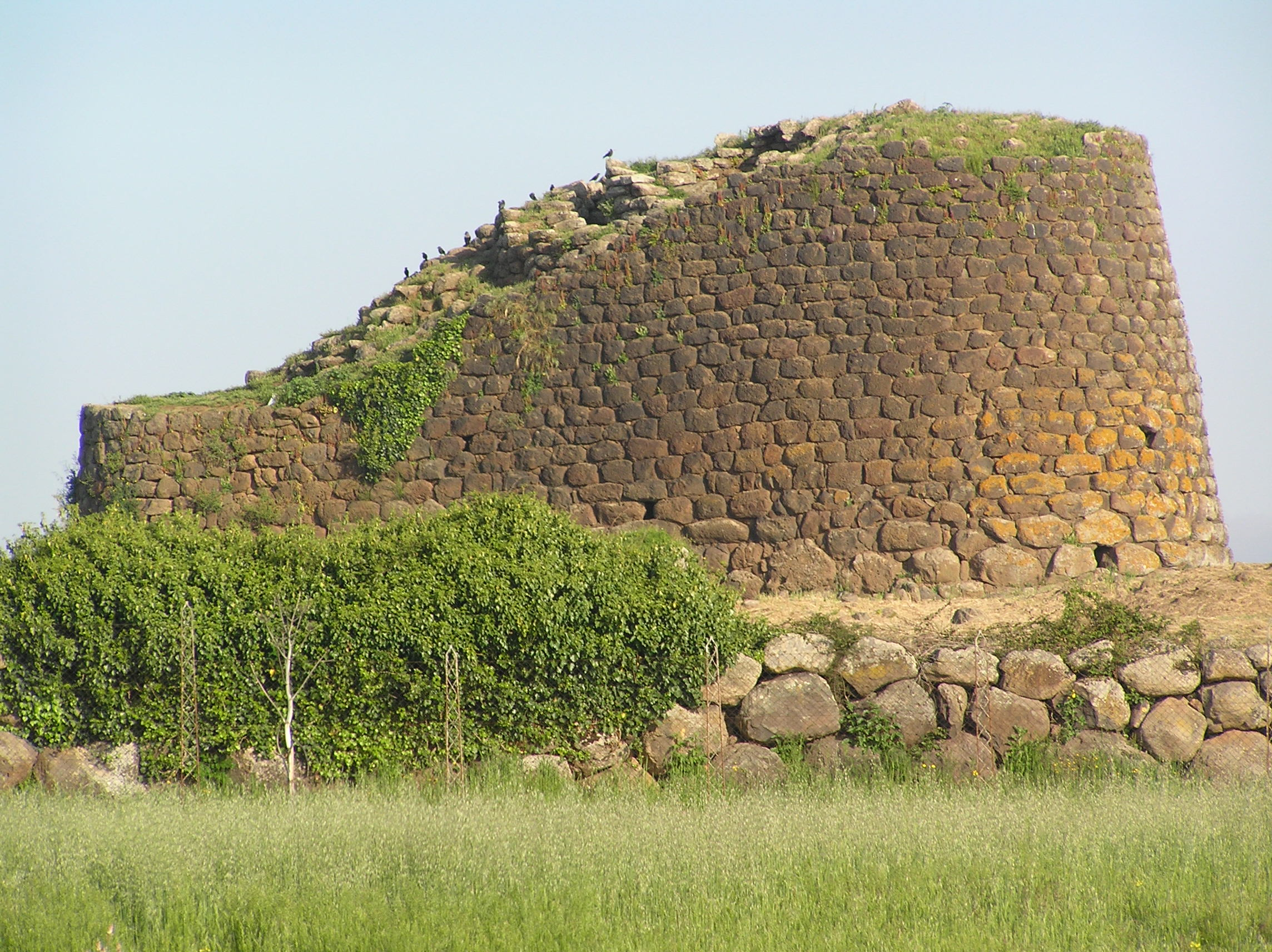
Nuraghe Losa di Abbasanta

La radice Nur della parola nuraghe è di origine prelatina (e quindi preindoeuropea) e dovrebbe significare "mucchio di pietre, mucchio cavo". Secondo quanto riferisce lo studioso Giovanni Lilliu:
(Giovanni Lilliu, I Nuraghi. Torri preistoriche della Sardegna, Ilisso, 2005, pag. 57.)
Secondo l'archeologo Giovanni Ugas dell'Università di Cagliari, la parola nuraghe potrebbe derivare invece da Norax o Norace, eroe degli Iberi-Balari. È possibile infatti che la radice Nur- sia un adattamento ai timbri mediterranei della radice indoeuropea Nor- che si ritrova in alcuni toponimi della Sardegna (es. Nora, Noragugume), nel Lazio con Norba città dei Volsci, o Noreia antica città del Norico.
Il linguista Massimo Pittau ritiene che la parola nuraghes, nelle sue varie forme, sia sicuramente da riportare al sostrato linguistico pre-punico e pre-romano, quindi ascrivibile direttamente al protosardo, ovvero la lingua originaria dei loro costruttori.

## Storia

Carta nuragografica della Sardegna (nuraghi per km²)

I primi nuraghi, detti protonuraghi, furono edificati in un'epoca situata quasi certamente nella parte iniziale del II millennio a.C. Di alcuni è stata effettuata una datazione che ha restituito dei risultati alquanto verosimili, indicanti un periodo iniziale di costruzione intorno al 1800 a.C. (per esempio Duos Nuraghes di Borore).
Secondo l'archeologo Giovanni Lilliu il maggior sviluppo di questi edifici si ebbe durante la media età del bronzo, attorno al 1500–1100 a.C..
Nell'età del ferro, ossia dal 900 a.C. in poi, non furono costruiti nuovi nuraghi, tuttavia quelli esistenti non furono abbandonati ma anzi in alcuni casi vennero ristrutturati e riadattati, forse come luoghi di culto.
Si calcola che siano stati realizzati non meno di 10 000 nuraghi. Ne sopravvivono circa 7 000, in stato di conservazione più o meno buono e distribuiti in tutta la Sardegna con una densità media di 0,27/km², con punte di 0,9/km² in alcune regioni (Marghine e Trexenta).
I danni maggiori subiti dalle costruzioni nuragiche sono stati inflitti dagli inizi del XIX secolo in poi, soprattutto dopo l'emanazione dell'editto delle chiudende (1820), quando furono riutilizzati come materiale da costruzione per i muretti a secco che ancora oggi caratterizzano il paesaggio sardo, e con l'ampliamento della rete viaria e l'impiego delle pietre nelle massicciate stradali.

### Cronologia
In base a una classificazione e alla divisione temporale elaborata dallo studioso Giovanni Lilliu (Nuragico I, II, III, IV, V) l'edificazione dei nuraghi e lo svilupparsi della civiltà nuragica ha seguito diverse fasi collocabili entro l'età del bronzo e l'età del ferro. Lo stesso studioso però sconsiglia di adattare schematicamente la sua classificazione alle suddivisioni cronologiche di queste età adoperate per l'Europa continentale, la penisola italiana e l'Egeo, anche se non mancano parallelismi tra cultura nuragica con elementi delle regioni europee ed egeiche.

### Fasi civiltà nuragica

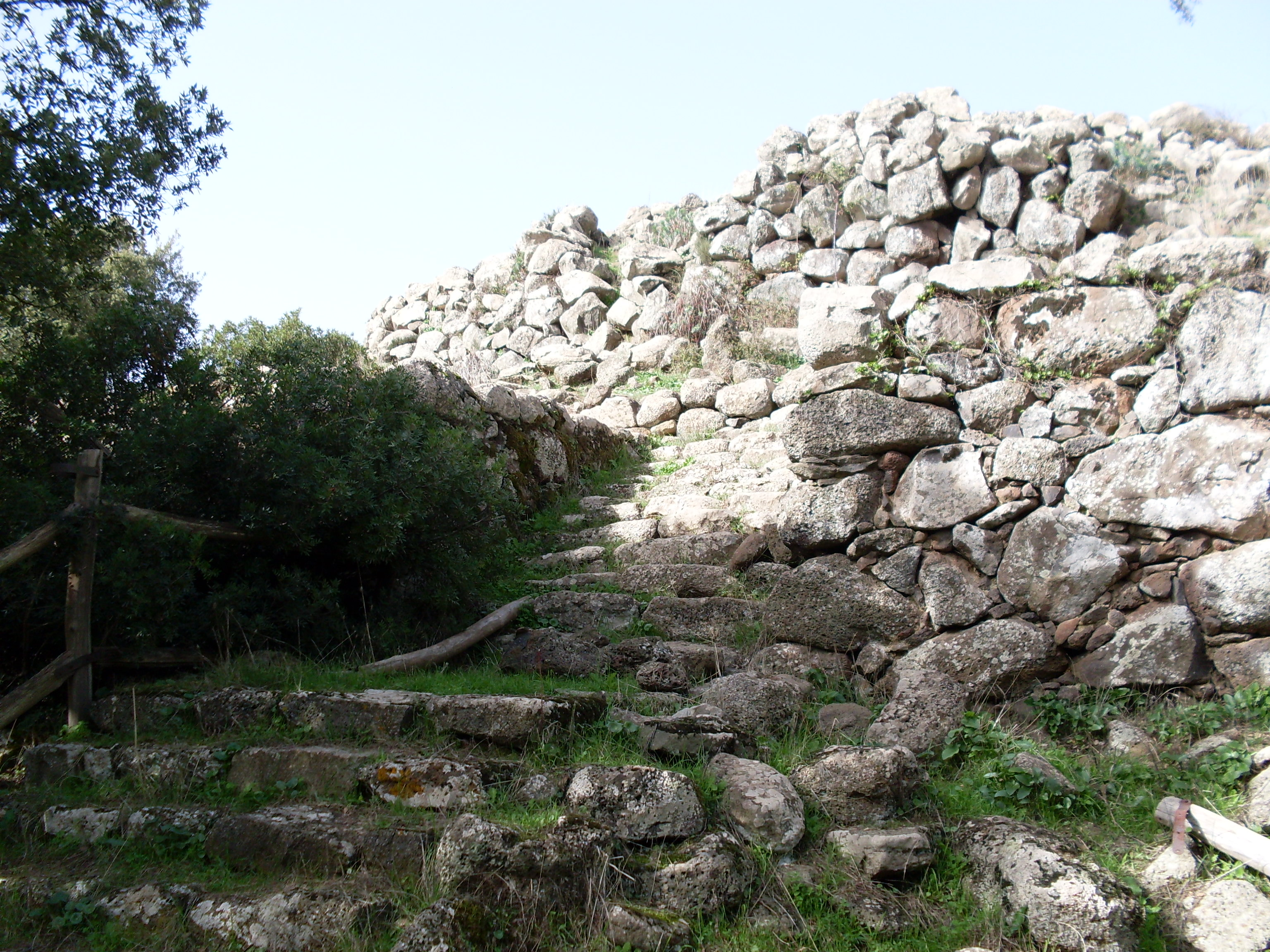
Gesturi, nuraghe Bruncu Madugui

#### Nuragico I
La prima fase, denominata Nuragico I (XVIII-XV secolo a.), vede il formarsi dei caratteri principali di questa civiltà. Rispetto ai fenomeni megalitici precedenti (menhir, dolmen, altare preistorico di Monte d'Accoddi, fortificazioni di Monte Baranta) cominciarono a essere adottate tecniche e schemi costruttivi più specifici e tra la fine del Bronzo antico e gli inizi del Bronzo medio si ha l'edificazione dei primi protonuraghi, denominati anche pseudonuraghi o nuraghi a corridoio.
Si evidenzia nell'architettura funeraria la costruzione delle tombe dei giganti con stele centinata, gli ipogei con prospetto architettonico e le tombe di tipo misto. La cultura materiale utilizza ceramiche tipo Bonnanaro. Costruzioni tipiche di questo periodo sono quelle di Sa Korona di Villagreca e Bruncu Madugui di Gesturi.

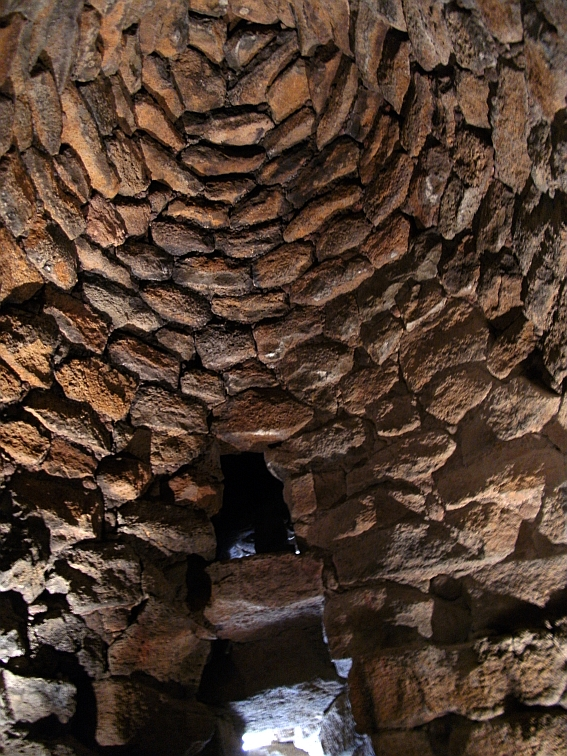
Copertura a thòlos nel nuraghe Santu Antine

#### Nuragico II
Questa fase viene situata nella media età del Bronzo, tra il XV-XII secolo a.C.; fa la sua comparsa il nuraghe a thòlos, caratterizzato dal modulo ripetitivo della torre tronco-conica. All'interno ospita una o più camere sovrapposte, coperte a falsa volta, con la tecnica cosiddetta "ad aggetto". Rispetto alla Fase I si nota una brusca svolta costruttiva nella civiltà nuragica. Un'ipotesi molto accreditata è quella che collega queste innovazioni a influssi esterni minoico-micenei, che hanno portato il thòlos in tutta la Grecia e in Sicilia, seppur con funzioni sepolcrali che al nuraghe difficilmente possono essere riconosciute.
Nella fase II si ha la costruzione della maggior parte dei nuraghi, e probabilmente della loro quasi totalità. Le tombe dei giganti presentano una facciata con i caratteristici filari di pietre infisse a coltello, si scolpiscono betili aniconici e poi con segni schematici. Si notano nelle ceramiche le decorazioni a pettine, con nervature o con decorazioni metopale. Le armi sono di importazione orientale.

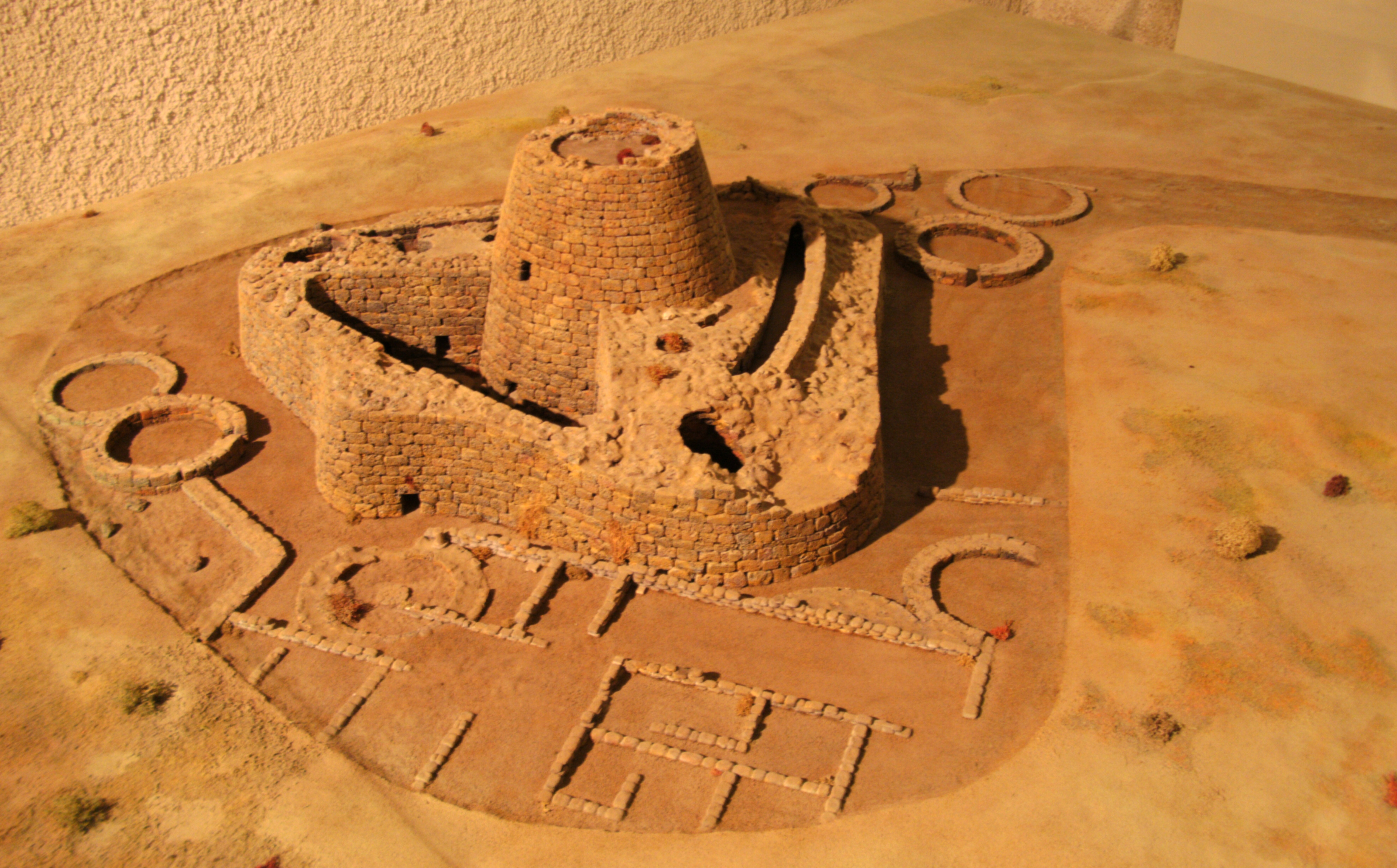
Ricostruzione del nuraghe Santu Antine

#### Nuragico III
Il Nuragico III è la fase situata nel periodo del Bronzo recente e finale, fra il XII e il IX secolo a.C..
Al singolo nuraghe già esistente, si addossano altre torri e corpi di fabbrica, raccordate da cortine murarie per formare un vero e proprio bastione turrito, fino a realizzare delle strutture di notevole articolazione e imponenza, con i bastioni provvisti di torri angolari, spesso in numero di tre, come il nuraghe Santu Antine a Torralba, il Nuraghe Voes a Nule e il nuraghe Losa ad Abbasanta, ma anche di quattro torri, come Su Nuraxi a Barumini e il nuraghe Santa Barbara a Macomer, o cinque, come il nuraghe Arrubiu a Orroli. O addirittura dieci, perfettamente simmetriche, come nel nuraghe S'Urachi a San Vero Milis.
Nelle tombe dei giganti si notano fregi a dentelli, compaiono tempietti a cella rettangolare, tempietti a megaron, templi a pozzo. Compaiono inoltre i betili antropomorfi, le ceramiche micenee, i lingotti di rame a pelle di bue, le armi di tipo egeo.

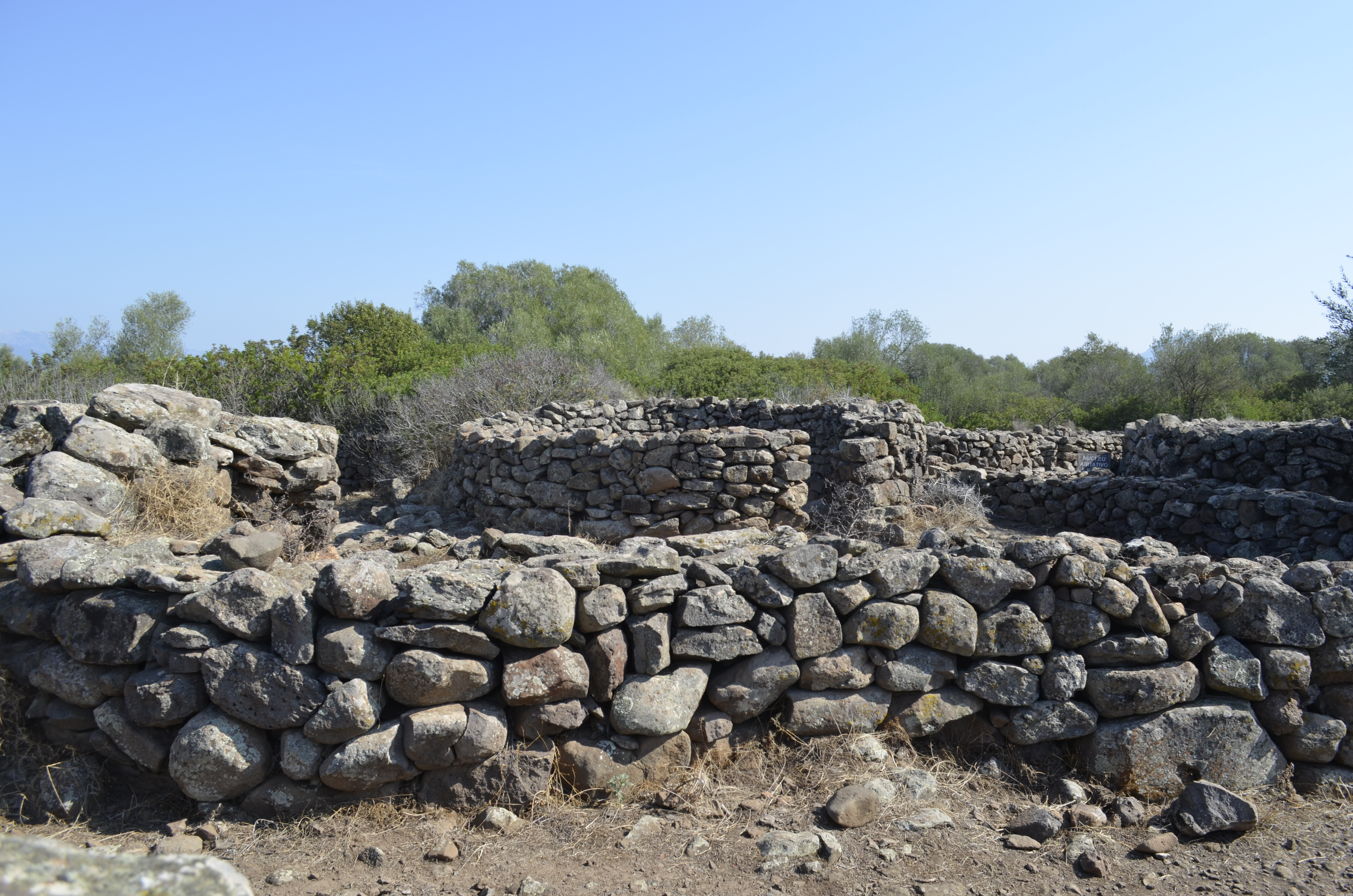
Serra Orrios, Dorgali. Villaggio nuragico

#### Nuragico IV
Il Nuragico IV, ormai nell'età del ferro, copre un arco temporale che va dal IX secolo a.C. al V secolo a.C., i nuraghi complessi si evolvono ulteriormente e i villaggi aumentano di dimensioni. Nell'architettura funeraria si notano tombe individuali a fossa e a pozzetto.
Si osservano i villaggi santuario, le grotte sacre e i templi a pozzo di tipo isodomo. La cultura materiale utilizza ceramiche geometriche, ambre e bronzi di importazione tirrenica, importazioni fenicio-puniche. Si registra la comparsa della statuaria in pietra a tutto tondo, dei bronzi figurati e delle navicelle in bronzo.

#### Nuragico V
Il Nuragico V va dal V secolo al 238 a.C., e vede la nascita della resistenza sarda alla penetrazione cartaginese, e poi le battaglie e le attività di guerriglia contro i Romani.

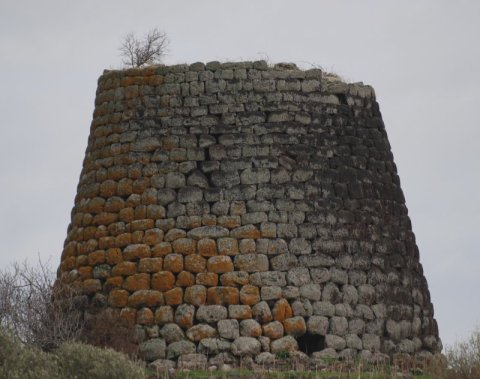
Il nuraghe Corbos, a Silanus è un perfetto esempio di nuraghe a thòlos

## Descrizione generale
Vista la varietà delle costruzioni che tradizionalmente sono raggruppate sotto la dicitura di "nuraghe" è difficile fornire una descrizione univoca.
La divisione più semplice è quella tra il protonuraghe, o nuraghe "a corridoio", con una distribuzione degli spazi prevalentemente orizzontale e il nuraghe a thòlos. La maggioranza dei nuraghi è di quest'ultimo tipo, costituito da singole costruzioni megalitiche a tronco di cono con uno o più ambienti interni, anche sovrapposti e coperti a thòlos. Al loro interno, oltre alle camere circolari si aprono spesso altri ambienti minori quali nicchie, magazzini, sili. Attorno alla torre singola si svilupparono talvolta architetture più complesse come bastioni con torri aggiuntive e cinte murarie.
Le mura che lo compongono sono poderose e possono arrivare a uno spessore di quattro o cinque metri, con un diametro esterno fino a trenta-cinquanta metri alla base, diminuendo poi con l'aumentare dell'altezza, con inclinazione più accentuata nelle torri più antiche. L'altezza supera non di rado i venti metri.
La particolare forma è dovuta alla singolare tecnica di costruzione che prevede solide fondazioni con grossi blocchi di pietra squadrati e sovrapposti a secco, in maniera circolare, senza utilizzo di leganti e tenuti insieme dal loro stesso peso. Man mano che si procede in altezza, i filari disposti in opera isodoma si restringono progressivamente e diminuisce anche la proporzione dei massi, ora sempre più piccoli e meglio lavorati..

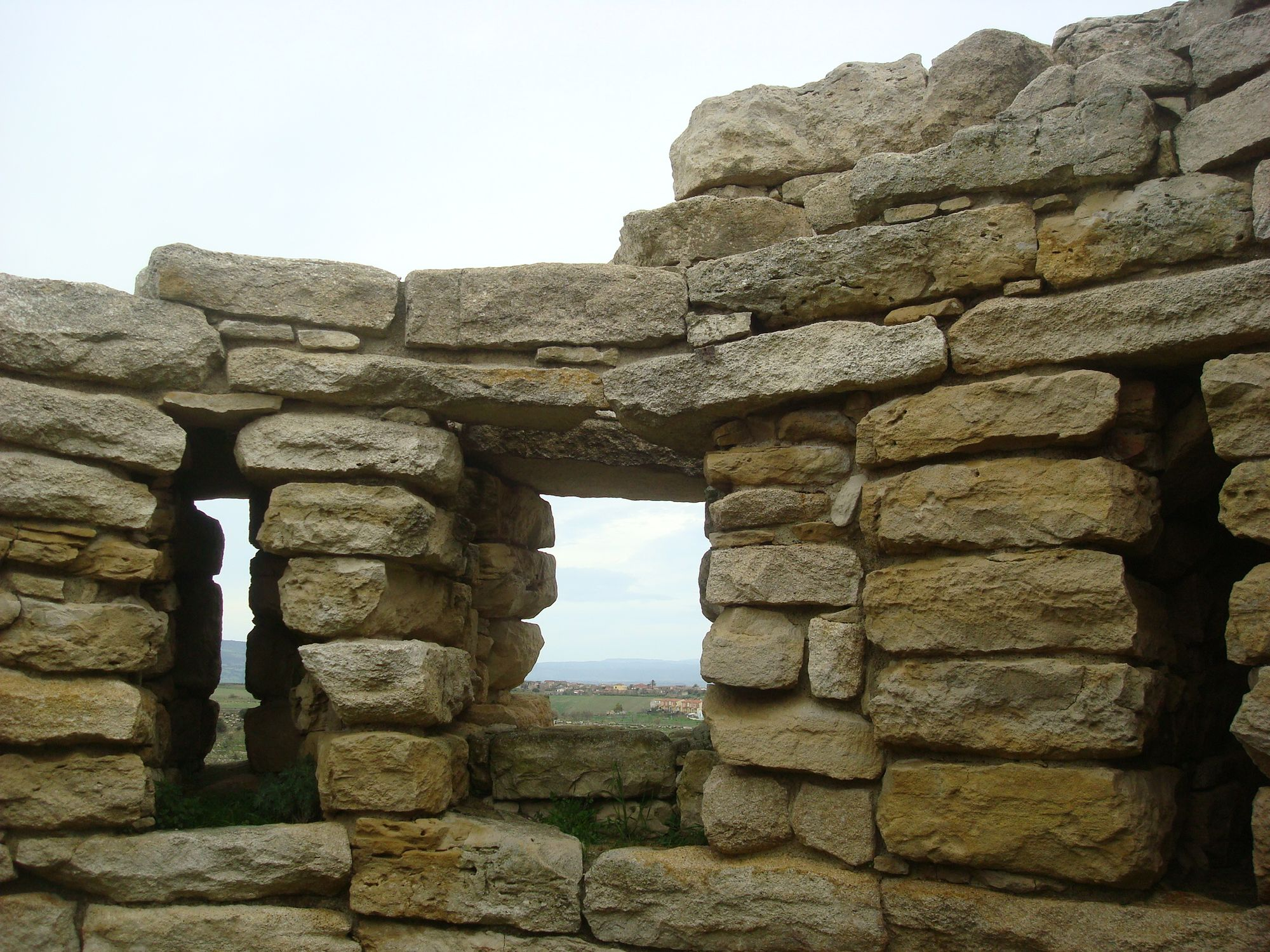
Feritoie e finestra del nuraghe Su Mulinu, Villanovafranca

La parte superiore era occupata da una terrazza cinta da una sorta di balconata circolare retta da mensoloni in pietra incastrati nella muratura sommitale, alla quale si accedeva tramite una scala elicoidale, illuminata nel percorso ascendente da feritoie ricavate nelle spesse mura. La porta di ingresso si apre preferenzialmente a mezzogiorno e immette in un corridoio ai cui lati si aprono sovente delle nicchie e che conduce a una camera rotonda, la cui volta è formata da anelli di pietre che si restringono progressivamente, andando a chiudersi secondo la tecnica della volta a thòlos, sempre senza l'utilizzo di leganti, né centine di supporto durante l'edificazione.
Furono costruiti prevalentemente in posizione dominante, su un cocuzzolo, ai bordi di un altopiano o all'imboccatura di una valle o in prossimità di approdi lungo le coste, ma frequentemente sorgono anche nel mezzo di pianure.

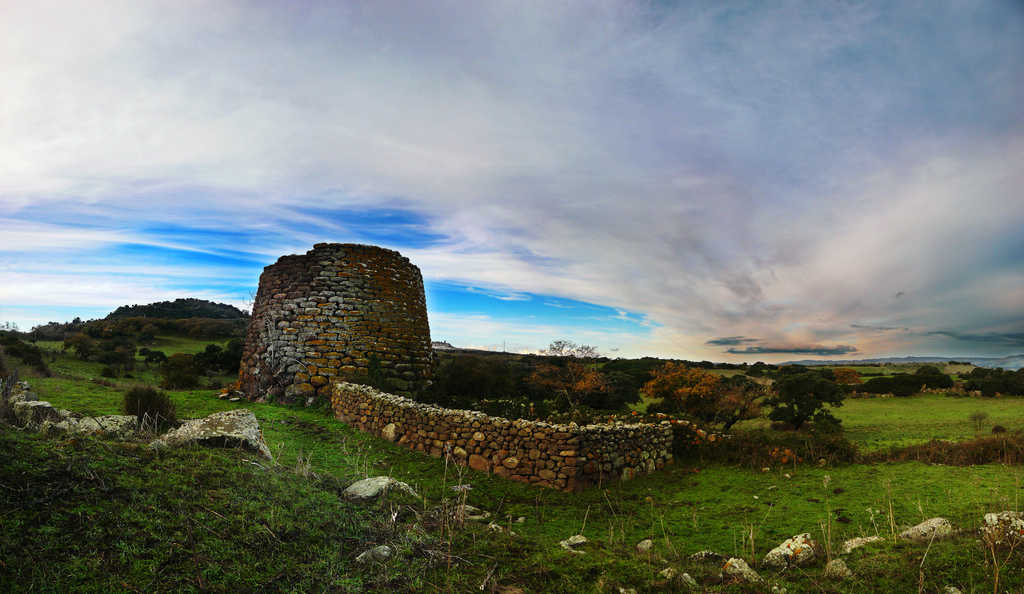
Nuraghe Ruju a Chiaramonti, Sassari

## Tipologia
Il problema di una costituzione di una tipologia del nuraghe è stato affrontato in tempi recenti da vari studiosi anche se non vi sono ancora soluzioni univoche.
La categorizzazione dei diversi tipi è generalmente morfologica o temporale, e in alcuni casi qualcuno cerca di far corrispondere le due cose. La divisione più generica è, come già si è accennato, quella tra nuraghe a torre e nuraghe a corridoio.
Qualcuno aggiunge a questi due altri tipi, qualcun altro invece preferisce considerarle delle sottocategorie. A ogni modo, i tipi più importanti possono essere considerate questi.

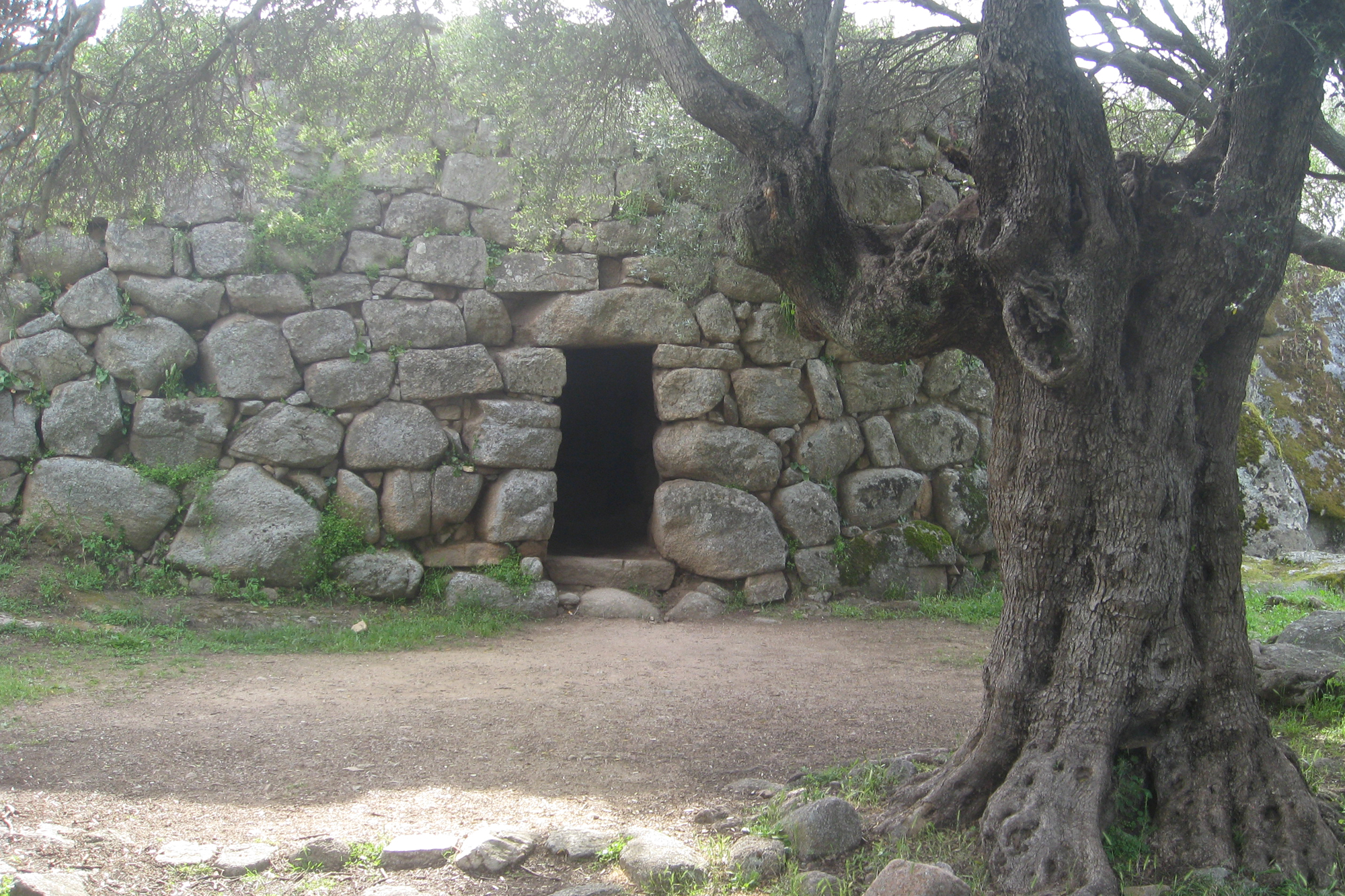
Il nuraghe Albucciu è un esempio di protonuraghe

### Nuraghi a corridoio o protonuraghi
Chiamati anche "pseudo-nuraghi" o "protonuraghi", i nuraghi a corridoio sono il tipo più antico. Differiscono in maniera significativa dai nuraghi classici per l'aspetto più tozzo e la planimetria generalmente irregolare e perché al loro interno non ospitano la grande camera circolare tipica del nuraghe, ma uno o più corridoi, o comunque ambienti minori.
L'altezza di norma non superava i 10 metri benché la superficie occupata da queste costruzioni fosse in media notevolmente maggiore rispetto a quelli a torre.
L'ambiente più funzionale e forse più importante di questi edifici era il terrazzo che probabilmente ospitava delle coperture lignee che fungevano da ambienti abitativi.
Poco conosciuti fino a qualche decennio fa sono al centro di studi e dispute fra gli studiosi che hanno iniziato a considerarli fondamentali per la comprensione del "fenomeno nuragico". Sulla denominazione stessa non c'è ancora unanimità: il termine "nuraghe a corridoio" è contestato da Giovanni Ugas che preferirebbe l'utilizzo del solo termine "protonuraghe", con connotazione temporale, in base alla precedente costruzione di questo tipo di nuraghe, che comunque rappresenta una regola con molte eccezioni.
Mauro Peppino Zedda predilige invece una semantica morfologica sostituendo entrambi i termini con "nuraghe a bastione" suddividendo ulteriormente la categoria in tre classi inferiori: "a corridoi architravati", "a corridoi aggettanti", "a camere". Gli studi di Zedda, però, non sono avallati da nessun comitato scientifico.
Dei circa 7 000 nuraghi censiti solo 300 circa sono di questo tipo.

### Nuraghi di tipo misto
Questo tipo si distingue per il rifascio effettuato in epoche successive, si suppone dovuto a un cambio di progettazione dei nuraghi a corridoio, o per altre esigenze.

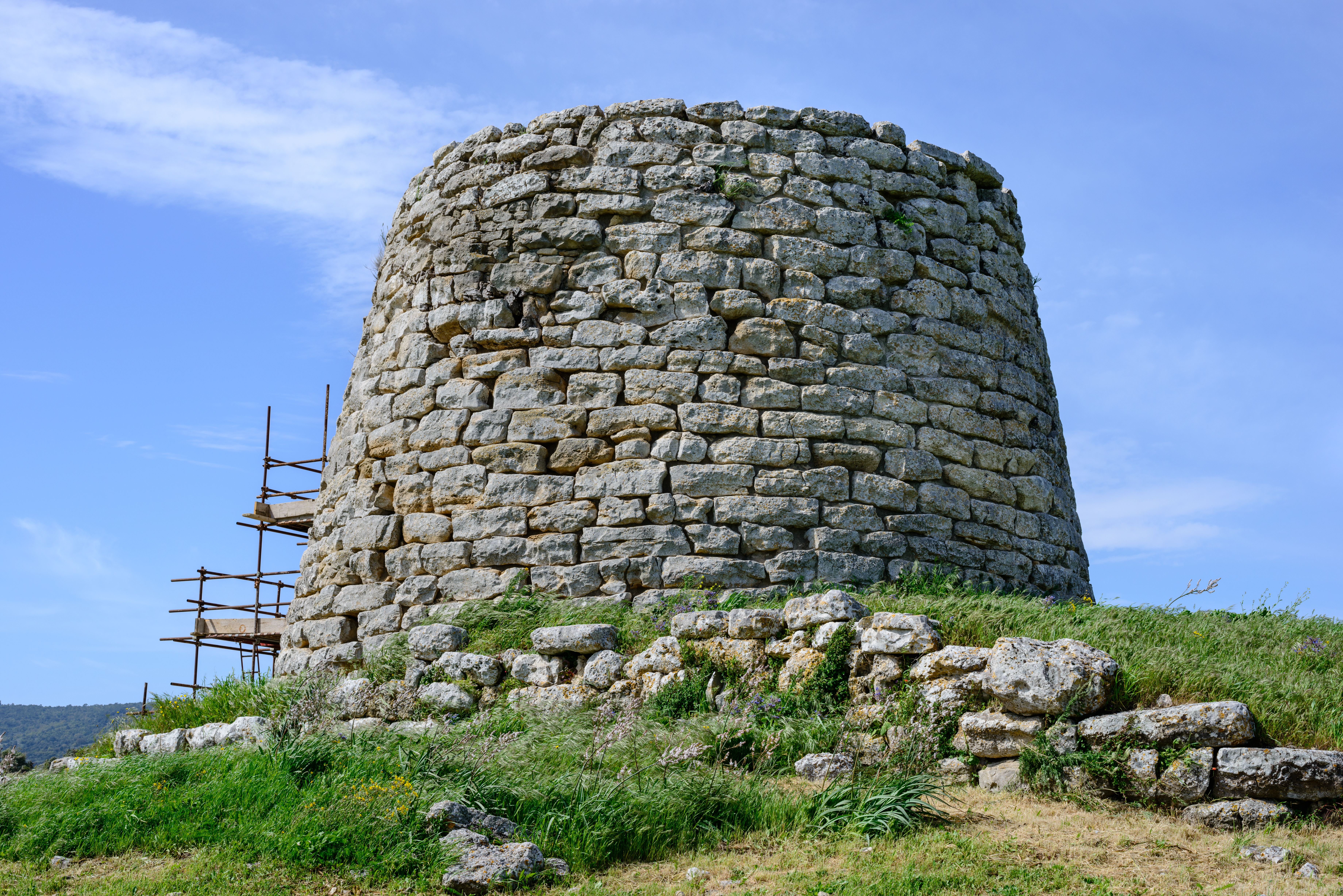
Nuraghe Is Paras - Isili. La sua thòlos è alta ben 11,80 metri ed è la più elevata in tutta la Sardegna nuragica, seconda, per quel periodo solo alla cosiddetta tomba di Agamennone

### Nuraghi monotorre athòlos
È il nuraghe per antonomasia e rappresenta la quasi totalità dei nuraghi della Sardegna.
La torre, di forma tronco-conica, ospita al proprio interno una o più camere sovrapposte, coperte appunto da una falsa volta, o più spesso con la tecnica ad "aggetto" del thòlos, cioè sovrapponendo giri di pietre via via più stretti fino a chiudere la volta. In genere venivano innalzati due circoli murari concentrici, e l'interstizio che ne risultava veniva riempito di pietrame.
L'accesso, architravato, è generalmente sullo stesso piano di calpestio del suolo e immette in un andito che immette frontalmente nella camera centrale e lateralmente (generalmente a sinistra) nella scala elicoidale ricavata all'interno della massa muraria che conduce al terrazzo o alla camera superiore.
Oltre all'andito, alla camera centrale e a quelle superiori sono spesso presenti altri ambienti minori come nicchie e cellette ricavate nello spessore murario ma anche pozzi o sili scavati nel pavimento.

### Nuraghi a tancato
Costituiscono l'evoluzione dei nuraghi monotorre: alla torre principale veniva aggiunto in un secondo tempo un altro edificio circolare, raccordato alla torre originaria tramite due cortine murarie racchiudenti al loro interno un cortile, talvolta fornito di un pozzo.
Un esempio di nuraghe appartenente a questo tipo è il nuraghe santa Barbara a Villanova Truschedu. In tale nuraghe l'ingresso al complesso avveniva tramite un corridoio ai cui margini si trovano due nicchie contrapposte.
In momenti successivi venivano aggiunte altre torri e altre cortine murarie fino a farne dei complessi polilobati.

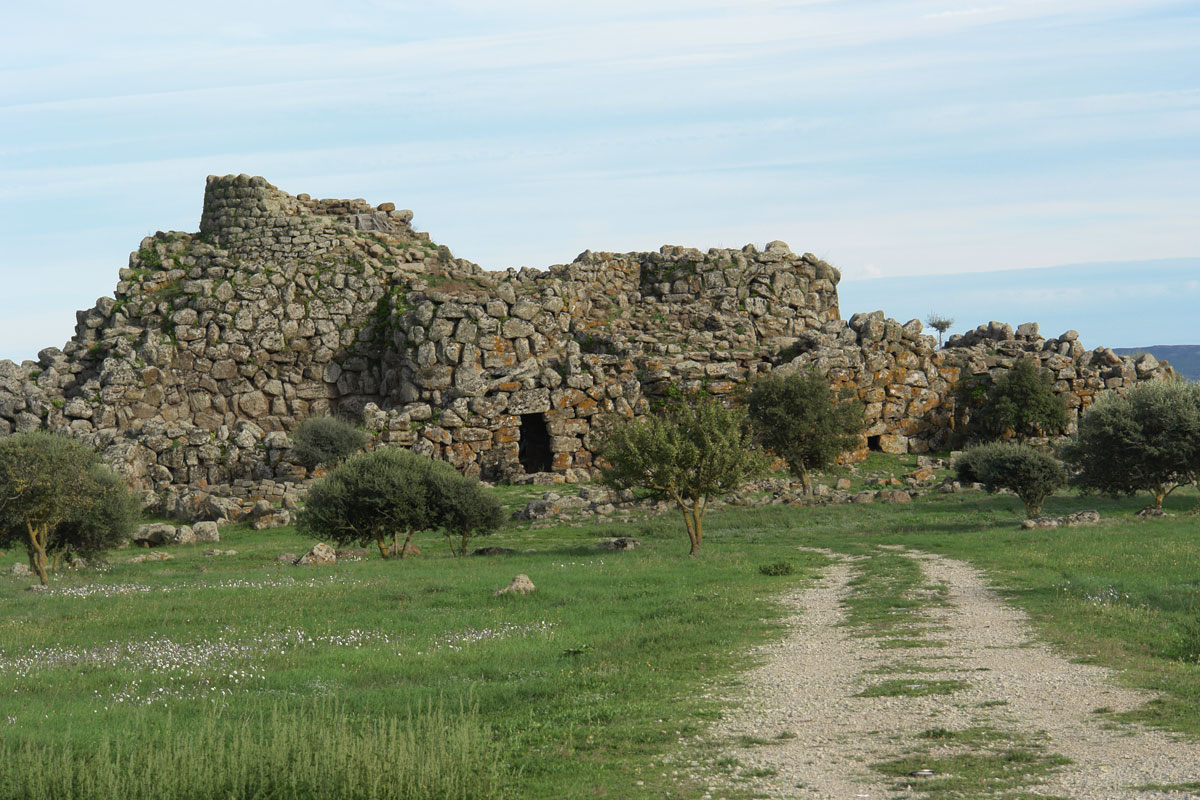
Il nuraghe Arrubiu di Orroli fu una reggia nuragica il cui mastio centrale raggiungeva in origine un'altezza compresa tra i venticinque e i trenta metri

### Nuraghi polilobati

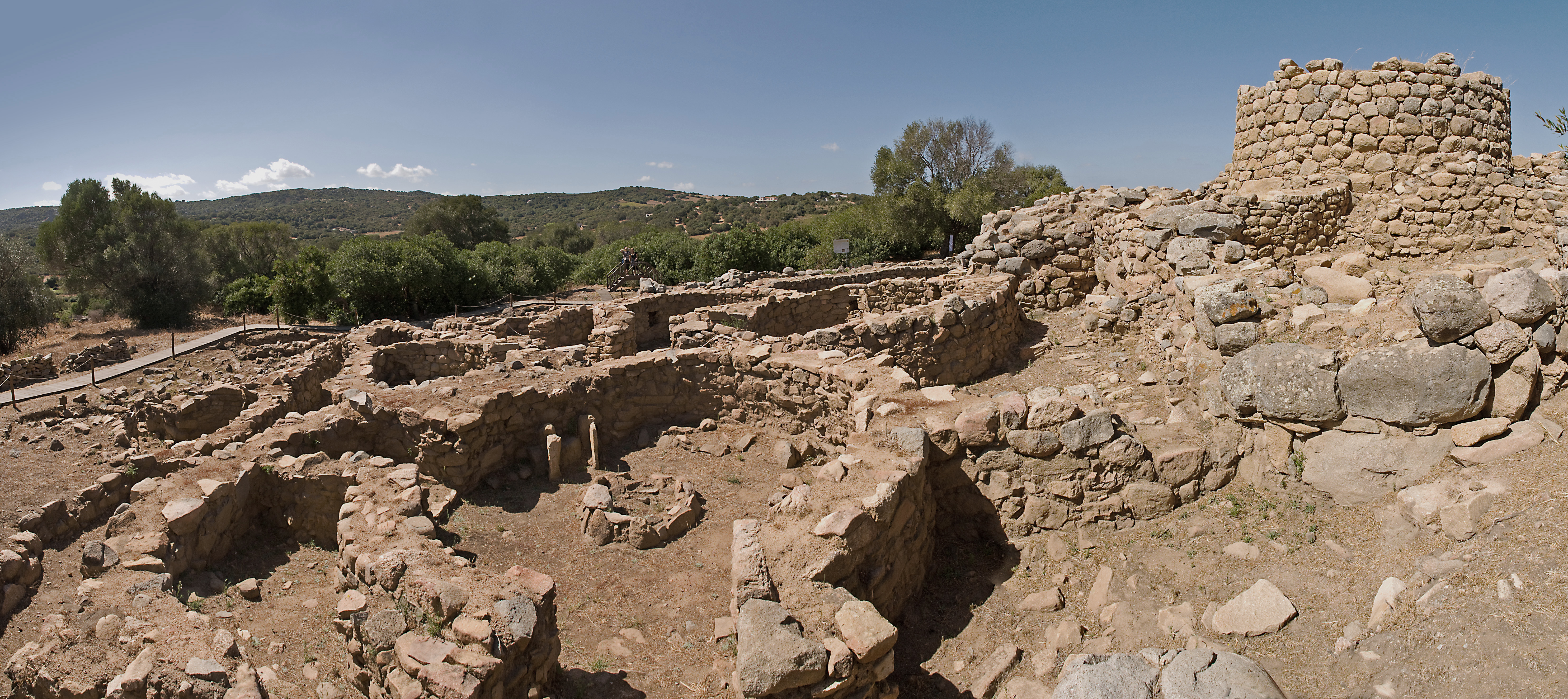
Nuraghe La Prisgiona - Arzachena

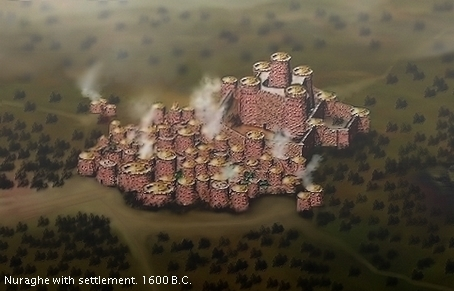
Ricostruzione di un villaggio nuragico

Chiamati anche regge nuragiche, i nuraghi polilobati sono quelli meno frequenti. Molto elaborati e spesso concepiti in modo unitario, costituivano vere e proprie fortezze con varie torri unite tra loro da alti bastioni la cui funzione era quella di proteggere il mastio centrale.
Secondo la teoria militare, dalla torre arroccata su una cima isolata, semplice vedetta situata al confine del territorio di pertinenza della singola tribù, o a presidio dei punti strategici più rilevanti come le vie d'accesso alle vallate, i sentieri che salivano agli altopiani, i corsi d'acqua, i guadi, le fonti, ecc., si giunse successivamente alle complesse costruzioni, comprendenti fino a ventuno torri e dalle mura spesse alcuni metri, ubicate al centro dell'area di comune interesse, forse utilizzata come residenza fortificata dell'autorità politica, civile, militare e probabilmente anche religiosa della regione.
Questi "castelli" megalitici costituivano delle vere e proprie regge, ed erano circondati da altre cinte murarie più esterne, talora fornite anch'esse di torri (i cosiddetti antemurali), che circondavano i bastioni a costituire una vera e propria ulteriore linea avanzata di difesa.

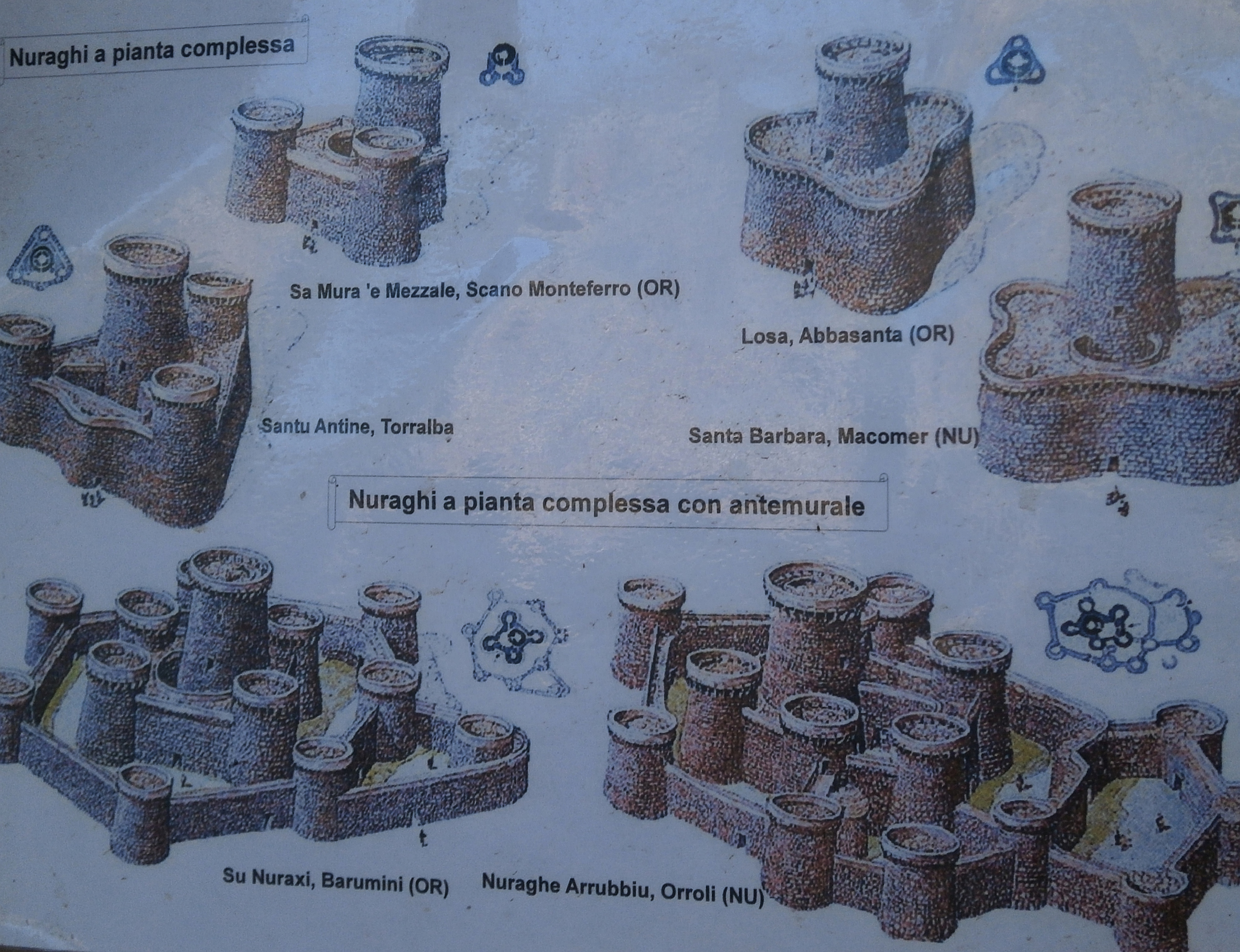
Ricostruzione di alcuni nuraghi complessi

Dopo le piramidi egizie sono considerati come le più alte costruzioni megalitiche mai costruite durante l'età del bronzo nel Mediterraneo protostorico. La torre centrale del nuraghe Arrubiu a Orroli, uno dei più grandi dell'isola, secondo i calcoli eseguiti dai ricercatori raggiungeva un'altezza compresa tra i venticinque e i trenta metri, e la sua planimetria comprendeva altre diciannove torri (probabilmente ventuno) articolate intorno a diversi cortili, occupando per intero un'area di tremila metri quadrati, escluso il villaggio che si estendeva al di fuori delle cinte murarie. Era il risultato di un disegno unitario che comprendeva sia il mastio sia i bastioni pentagonali, il tutto costruito nella medesima fase nel XIV secolo a.C.

### Villaggi nuragici
Alcuni nuraghi sorgono isolati, altri sono invece circondati o collegati tra di loro da un sistema di muri di cinta che racchiudono i resti di capanne, tanto da assumere l'aspetto di un villaggio. Infatti le popolazioni nuragiche spesso risiedevano in questi villaggi addossati alle torri principali e ai bastioni. Questi insediamenti erano costituiti da un insieme di capanne più o meno semplici, la vita quotidiana si svolgeva dunque all'interno di queste modeste dimore di pietra, con il tetto in genere realizzato con tronchi e rami, spesso intonacate all'interno con del fango o argilla, e talora isolate con sughero. Non tutti i villaggi sono nuragici. Il villaggio di Su Nuraxi di Barumini, ad esempio, è successivo al nuraghe e costruito anzi con pezzi che - inizialmente - erano elementi costitutivi del nuraghe.
Nell'ultima fase della civiltà nuragica si sviluppa un tipo di capanna più evoluta, indicativo di una maggiore articolazione delle attività: si tratta della capanna a settori, che talora assume anche le dimensioni di un vero e proprio isolato, cioè divisa in piccoli ambienti affacciati su un cortiletto e dotata spesso anche di un forno per la panificazione.
Fra gli edifici pubblici che caratterizzavano i villaggi, si segnalano soprattutto le cosiddette capanne delle riunioni, provviste di un sedile in pietra alla base e destinate presumibilmente alle assemblee dei notabili del villaggio.

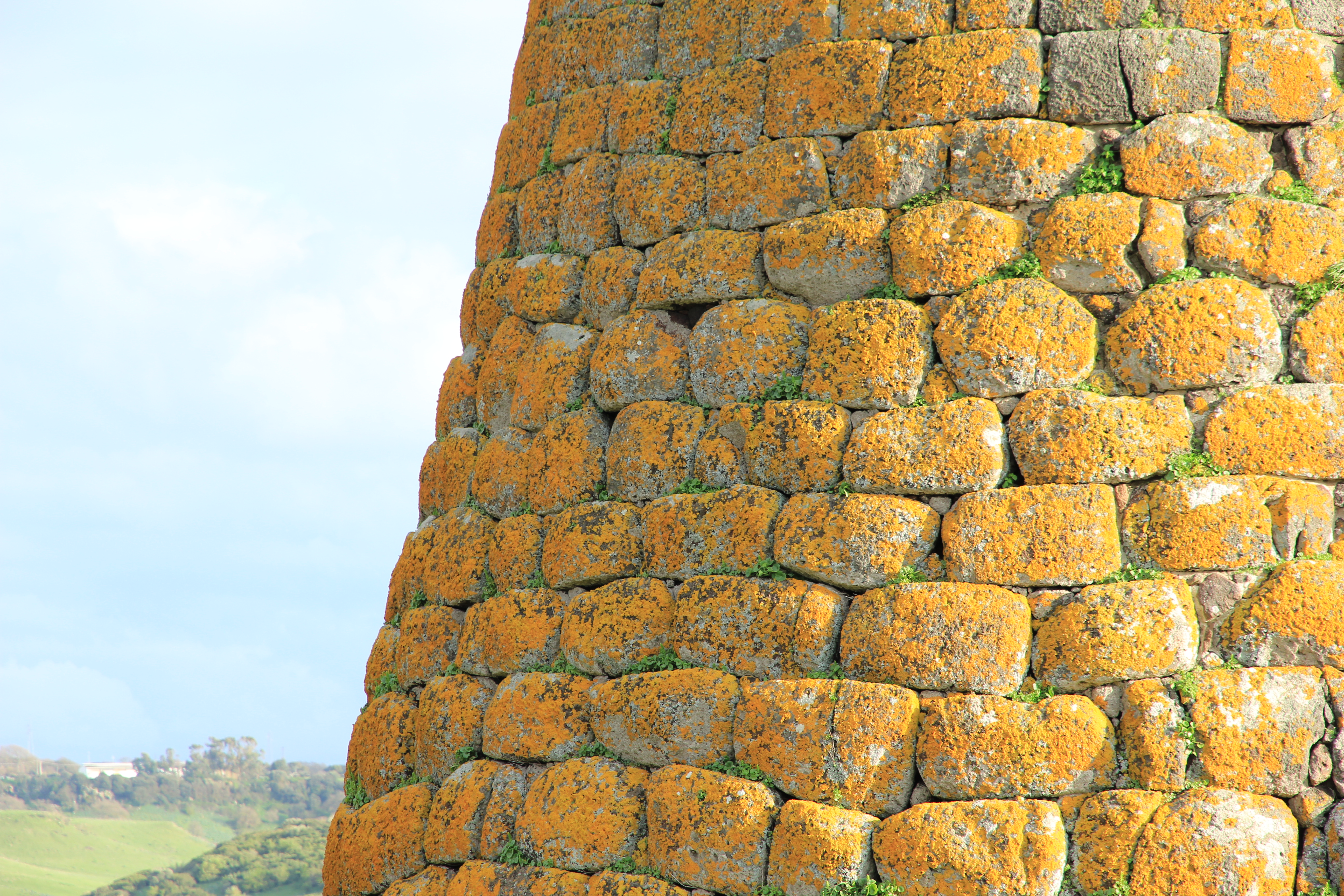
Nuraghe Nieddu, Codrongianos. Nelle costruzioni più antiche l'inclinazione delle torri è più accentuata

## Particolari costruttivi
Come già si è detto una definizione generica di nuraghe è per forza di cose riduttiva vista la grande diffusione e varietà di queste costruzioni.
Anche le classificazioni morfologiche e cronologiche, benché utili, non sono esaustive riguardo a caratteristiche che, sebbene possano sembrare minori, sono oggetto di studi quantitativi e qualitativi e rivestono una grande importanza nella comprensione di molti caratteri della civiltà nuragica stessa.

### Dimensioni
Le dimensioni dei nuraghi variano soprattutto in base al loro tipo: i nuraghi a corridoio hanno una superficie molto variabile mentre la maggior parte delle torri a thòlos rientra in una fascia dimensionale più stretta.
I protonuraghi passano quindi dai quasi 1 700 m² del nuraghe Biriola di Dualchi ai 51 del Carrarzu Iddia di Bortigali. Il dato medio ricavato da sessantasei costruzioni del Marghine e della Planargia (nell'intera Sardegna i protonuraghi censiti finora sono circa trecento) si assesta sui 234 m², mentre la fascia più rappresentata è quella tra i 101 e i 200 m² (45% dei rilevamenti).
I nuraghi a torre hanno invece superfici comprese tra i 635 m² del nuraghe Tolinu di Noragugume e i trentadue di Sa Rocca Pischinale a Bosa, la fascia più ricorrente è anche in questo caso quella che oscilla tra i 101 e i 200 m² che rappresenta in questo caso ben il 75% dei 231 nuraghi dello studio eseguito.
Il diametro dei nuraghi a torre varia dai dieci ai quindici metri (media di 12,30 nel Marghine - Planargia) e l'altezza dai dieci ai ventidue metri. La torre nuragica più alta, quella del nuraghe Arrubiu, superava in origine i ventisette metri
L'inclinazione della muratura varia tra i 10° e i 16° con una tendenza evolutiva, seppur non strettamente progressiva, tra i nuraghi più antichi (come Domu 'e s'Orku di Sarroch) e quelli più recenti (nuraghe Altoriu) a costruire con pendenze sempre meno accentuate.

### Scale

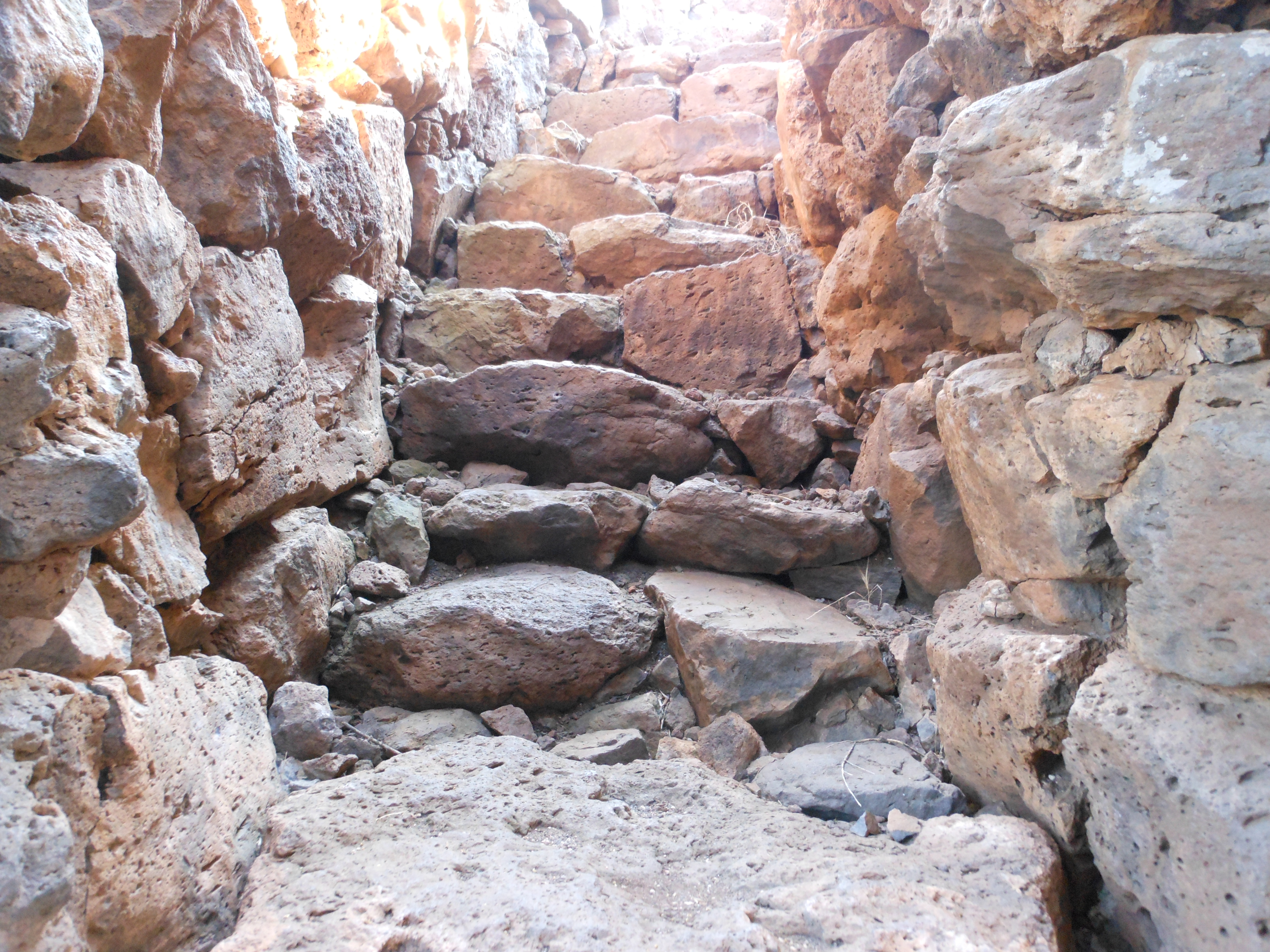
Vano scala del nuraghe Mannu

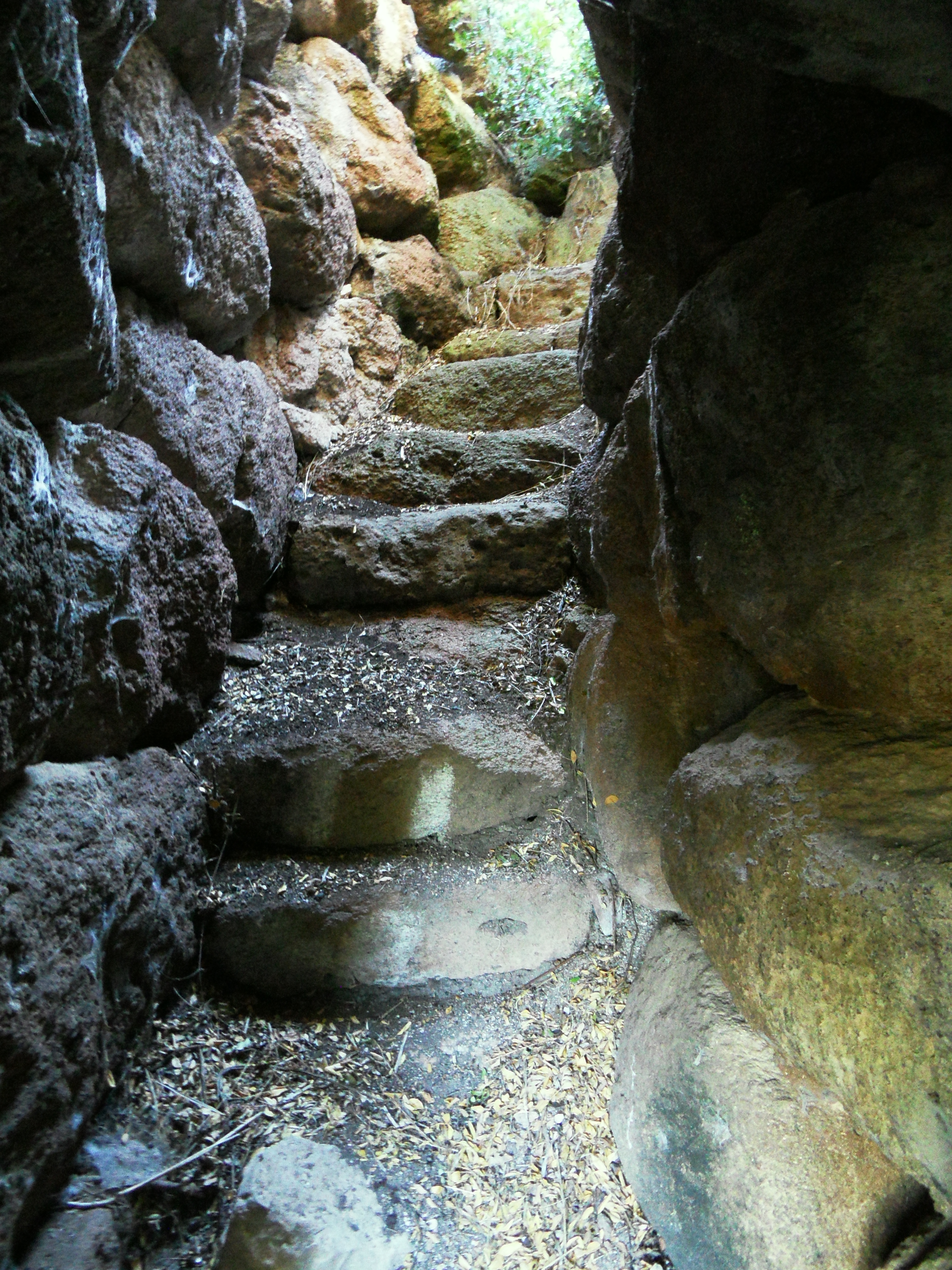
Scala elicoidale del nuraghe Rumanedda a Sassari

Nei nuraghi sono spesso presenti delle scale, che possono essere di vario tipo. È credibile, per quanto non direttamente dimostrabile, che le costruzioni con ambienti disposti su più livelli siano la diretta evoluzione di nuraghi a camera singola nei quali la sommità era probabilmente raggiungibile mediante scale in legno.
Un'ulteriore evoluzione è rappresentata dalle scale interne in muratura, che nei nuraghi a thòlos ha due varianti principali: scala "di camera" e scala "d'andito". La prima, costruita nello spazio della camera centrale, evitava di perforare la massa muraria e quindi di comprometterne la struttura statica, ma iniziava più in alto del pianterreno e doveva essere quindi raggiunta mediante scalette mobili in legno o corde. Questo tipo sembra essere quella cronologicamente anteriore in quanto presente in nuraghi scarsamente articolati, cioè privi di spazi aggiuntivi come nicchie e cellette, indizi di una padronanza tecnica più avanzata.
La scala "d'andito" si diparte dall'andito generalmente a sinistra e corre all'interno delle mura stesse interrompendosi a ogni ripiano ai quali permette l'accesso. I nuraghi con scala d'andito presentano generalmente la planimetria considerata più matura, cioè la camera a tre nicchie.
In alcuni nuraghi di quest'ultimo tipo (nuraghe Ala di Pozzomaggiore, Li Luzzani e Rumanedda a Sassari) si ha l'associazione dei due tipi di scala, a sottolineare la varietà e flessibilità delle costruzioni nuragiche, in questi casi le relative scale di camera prendono il nome di "scala sussidiaria" e sono spesso direttamente collegate a un ambiente peculiare, denominato "mezzanino" che sovrasta l'andito. La scala sussidiaria può iniziare dalla camera del pianterreno, in quella del primo piano o attraversare più livelli.
Esistono nuraghi a thòlos, anche importanti, privi di scale in muratura come il nuraghe Asoru di San Vito, Sa Domu 'e s'Orku a Castiadas e il nuraghe Arrubiu di Orroli.
La discriminante esclusivamente cronologica ed evolutiva del tipo di scala sembrerebbe ormai ampiamente da rivalutare in base a nuovi studi e osservazioni. Sarebbe riconoscibile, secondo alcuni studiosi, una sorta di criterio geografico nella distribuzione dei tipi di scala: nella Sardegna centro-settentrionale i nuraghi presentano generalmente la scala ad andito (75% nell'oristanese), nella provincia di Cagliari (90%), nel Sarrabus e nell'Ogliastra i nuraghi sono per lo più senza scala, e, dove presente, è del tipo a camera. Il Sarcidano, la Barbagia e il Campidano del Milis presentano invece una situazione più confusa. I nuraghi con scala accessoria sono praticamente appannaggio del centro-nord Sardegna con una spiccata prevalenza nell'Anglona.

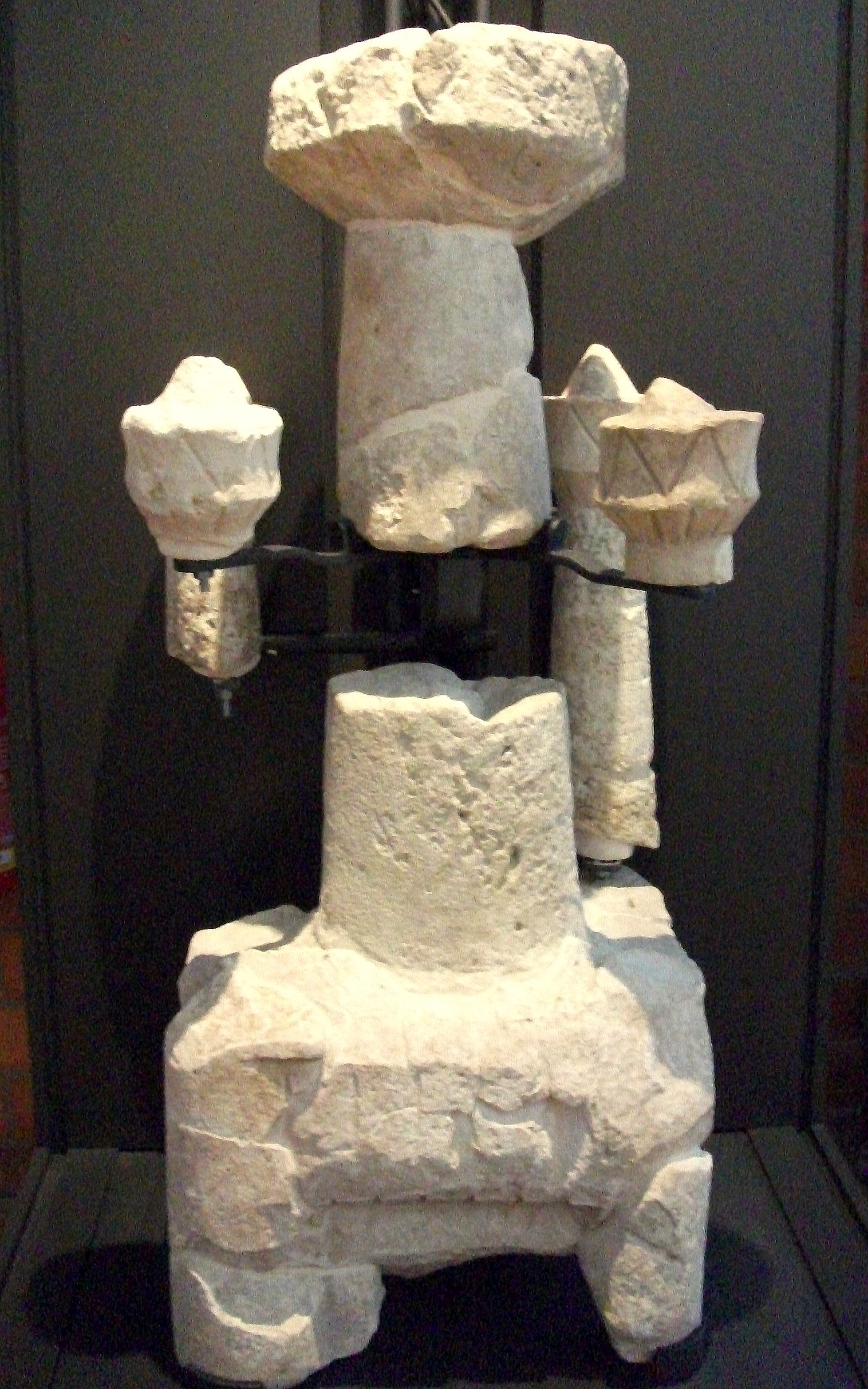
Modello di nuraghe in arenaria dal sito di Mont'e Prama

### Mensole o ballatoi

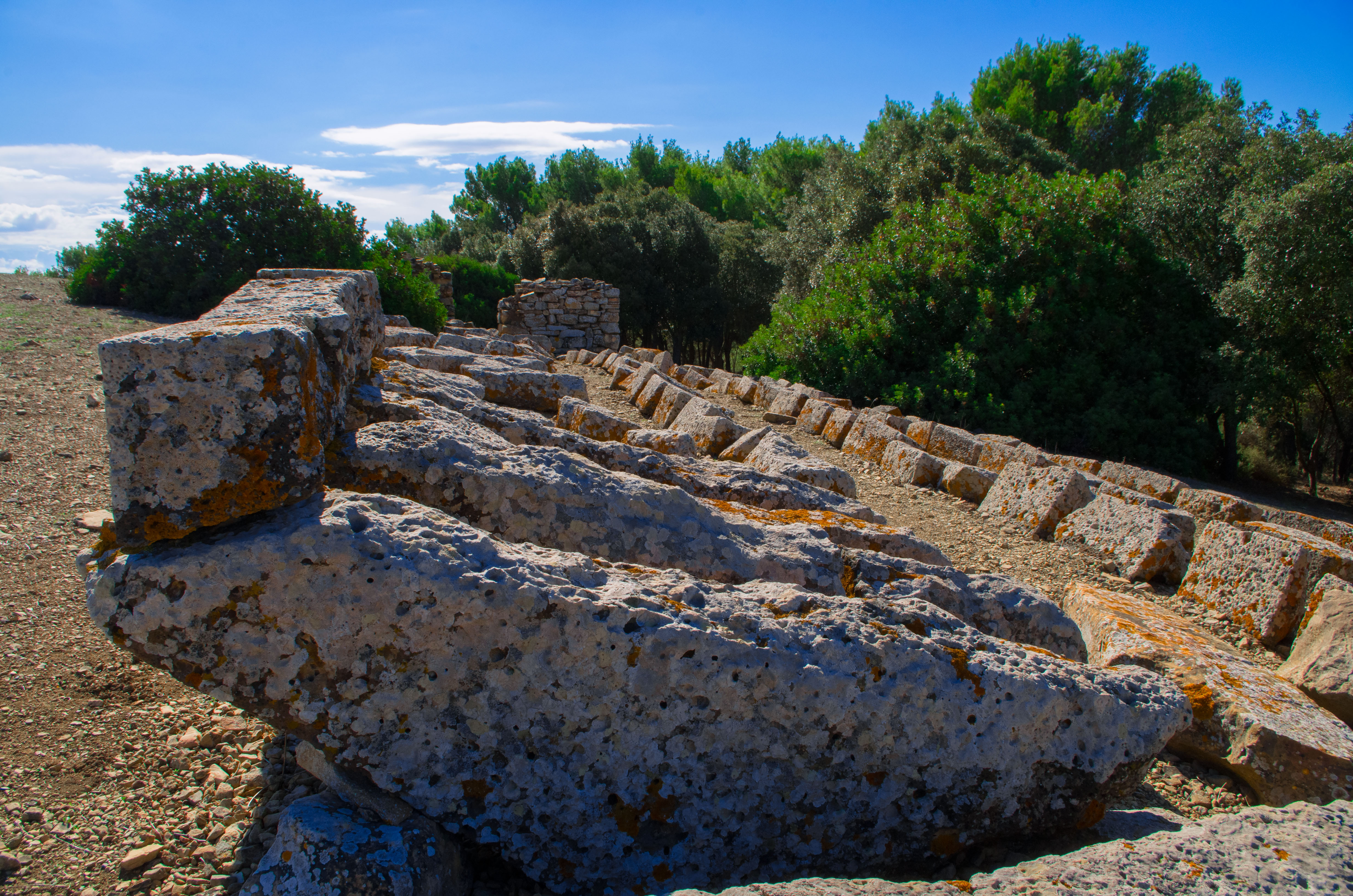
Mensoloni del nuraghe Genna Maria di Villanovaforru

Un elemento che fa discutere gli studiosi è rappresentato dai cosiddetti "mensoloni" in pietra, che sporgendo dalla linea del nuraghe, in cima a esso, si ritiene sorreggessero in alcuni casi un qualche tipo di ballatoio con funzione difensiva simile agli "sporti" dei castelli medievali, protetto da un parapetto verticale.
Le prime ipotesi riguardanti questo particolare costruttivo sembrerebbero essere quelle di Lilliu a seguito dei ritrovamenti nel complesso di Su Nuraxi a Barumini di centinaia di pietre in basalto e arenaria (alcune del peso di oltre 1300 kg) lavorate a martellina in forma poligonale rinvenute durante gli scavi del sito archeologico. Solo in seguito, a Su Nuraxi si trovò qualcuna di esse ancora nella posizione originaria. Il collegamento fra le mensole, disposte a raggiera e la teoria del ballatoio con parapetto fu forzato in qualche modo dai cosiddetti "modellini di nuraghe", in bronzo, pietra e ceramica rinvenuti in alcuni siti nuragici che sembrano in effetti suggerire costruzioni di questo tipo.
Mensoloni "in situ" in seguito sono stati riscontrati in altri nuraghi (sia a corridoio sia a torre) come il nuraghe Albucciu di Arzachena, Tilariga a Bultei, uno dei Tres Nuraghes di Nuoro e il nuraghe Alvo di Baunei che finora presenta il numero massimo di mensole ancora "in situ".
Contrario alla teoria del ballatoio è invece il linguista Massimo Pittau che critica la funzionalità difensiva di un simile artefatto e non ritiene possibile che potessero reggere un peso aggiuntivo in quella posizione. Secondo Pittau gli stessi modellini dei nuraghi non sarebbero riproduzioni delle costruzioni sarde ma lucerne (quelli in bronzo) o capitelli (quelli in pietra). Pittau conclude che i mensoloni sarebbero semplicemente aggiunte estetiche simili ai ballatoi delle torri saracene e degli edifici rinascimentali.

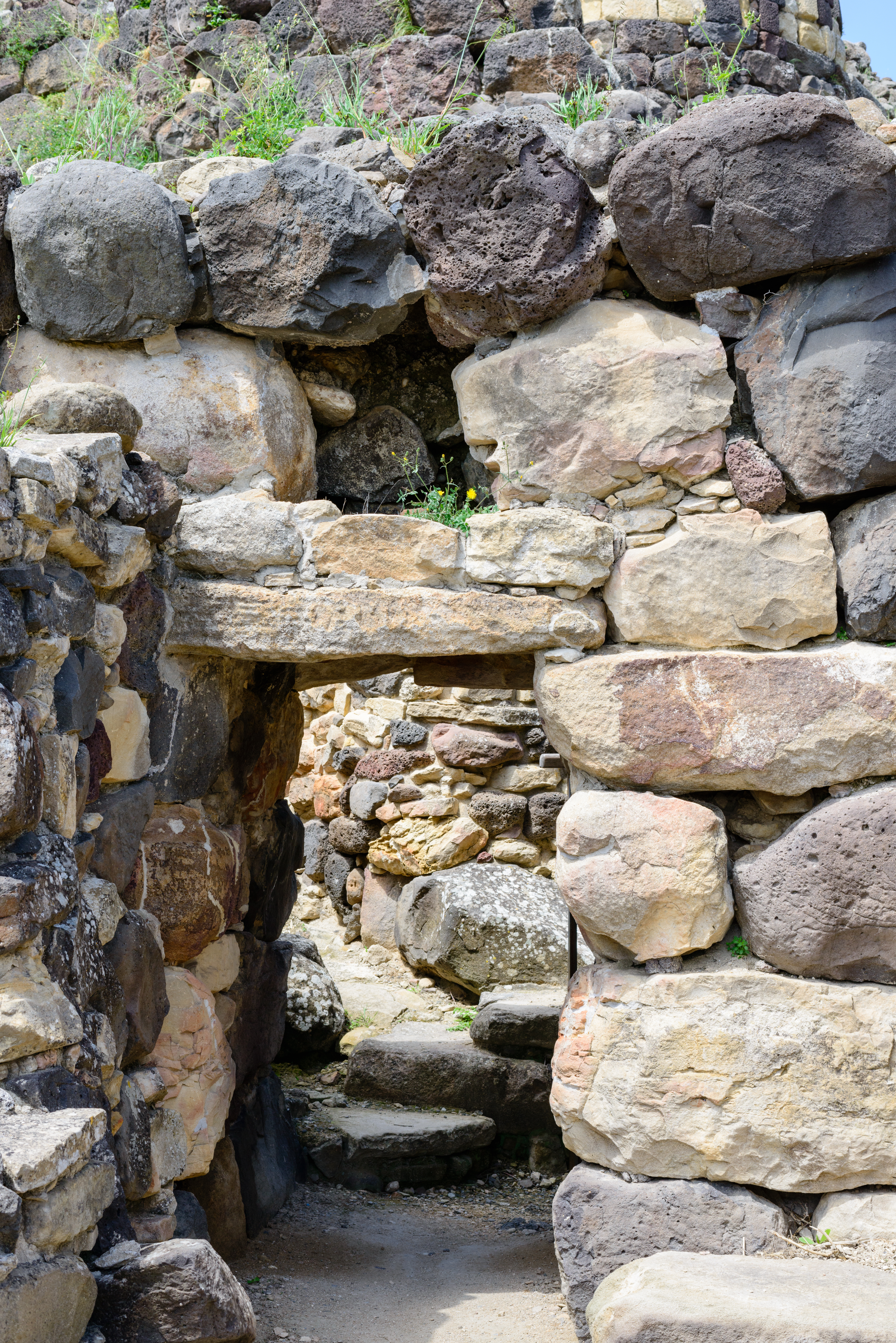
Finestrella di scarico al di sopra dell'architrave, Su Nuraxi

### Finestrella di scarico
In molti nuraghi è presente una piccola apertura sopra l'architrave all'ingresso dei nuraghi detta di scarico perché avrebbe la funzione di scaricare dal peso della muratura sovrastante l'architrave stesso ripartendo lo sforzo nelle estremità anziché al centro dello stesso. Le finestrelle di scarico sono peraltro ricorrenti in tutte le architetture a thòlos del Mediterraneo.
Alcune osservazioni porterebbero invece a una rivalutazione e riconsiderazione di questo elemento architettonico nei nuraghi. Lo spessore degli architravi è spesso infatti molto considerevole, tale da non ritenere realistico l'utilizzo dell'accorgimento con questo esclusivo intento, e sovente la finestrella è troppo stretta per apportare un effettivo beneficio statico alla costruzione.
Inoltre, nelle costruzioni "ciclopiche", ovvero con pietra non lavorata, i carichi non sono uniformemente distribuiti ma si trasmettono solo nei punti di contatto tra una pietra e l'altra rendendo difficile prevedere il carico effettivamente subito dall'architrave. Sono presenti esempi di architravi rotti ma ancora in sede nonostante la presenza dello spiraglio di scarico (nuraghe Fontana, Ittireddu).
L'ipotesi più accreditata, fra quelle contrarie alla funzione meramente architettonica della finestrella, è che questa apertura doveva servire a far passare la luce e l'aria (in alcuni nuraghi l'ingresso era probabilmente chiuso da porte in legno, oggi ovviamente scomparse). Finestrelle di scarico si trovano talvolta anche nelle camere interne dei nuraghi, sulla sommità delle nicchie laterali, e si pensa che in questi casi alloggiassero delle travi che potevano reggere dei soppalchi lignei.
Princìpi di statica abbastanza avanzati sono peraltro espressi in alcuni nuraghi e ritenuti quasi un'anticipazione dell'arco, come nel caso del nuraghe Longu a Chiaramonti, dove l'architrave è sostituito da due massi che lavorano in opposizione, o nel nuraghe Voes di Nule nel quale l'architrave è sorretto da appoggi a mensola.

## Ipotesi sulla loro funzione
La reale funzione delle costruzioni nuragiche è da secoli al centro di dispute tra storici e archeologi. Il primo a porsi il problema fu Giovanni Francesco Fara nel XVI secolo, il quale riteneva fossero semplici torri difensive oppure tombe monumentali.
Nel corso dei secoli sono stati considerati - alternativamente - come case, ovili, luoghi sacri, tombe o osservatori astronomici.

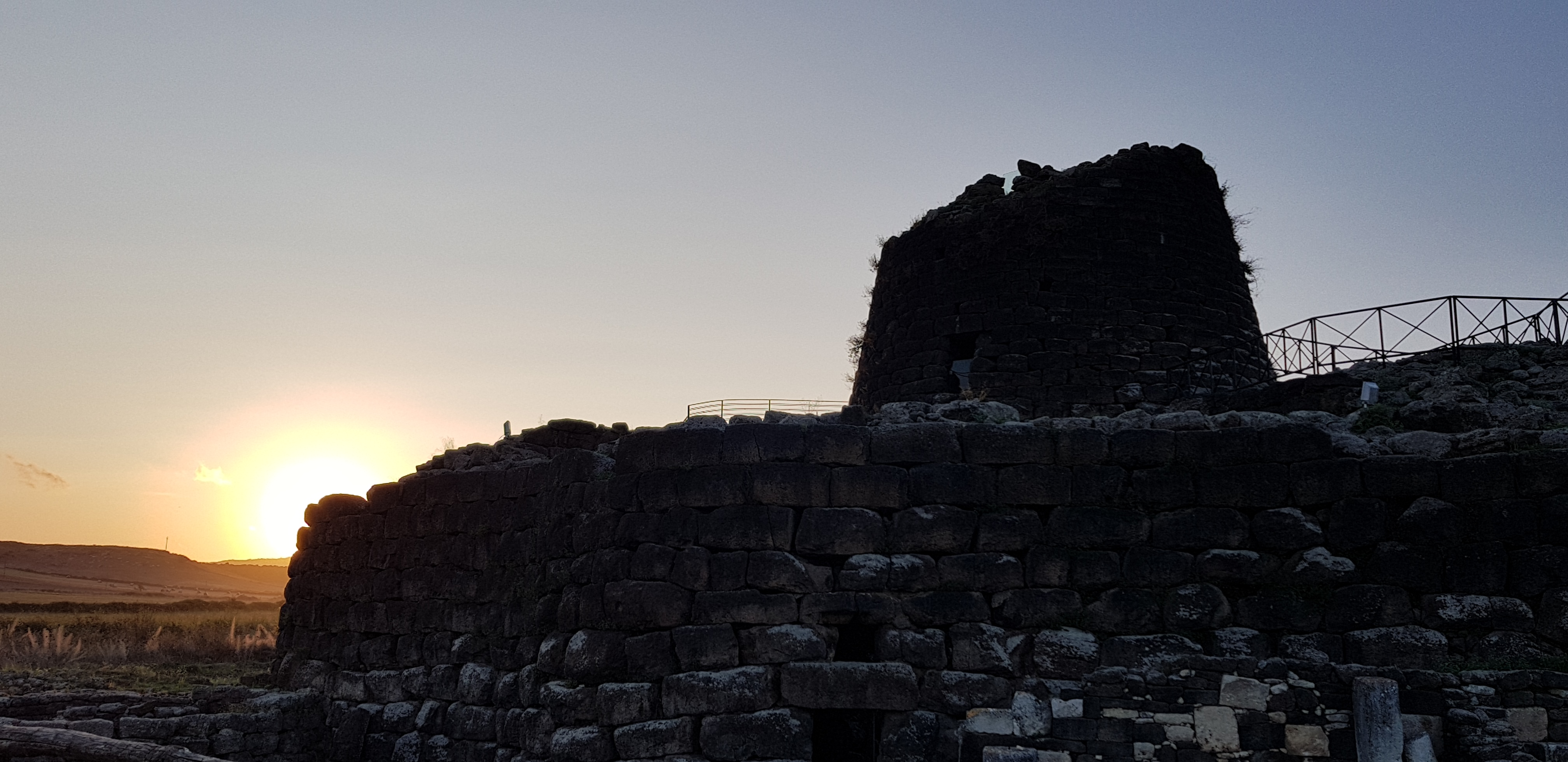
Santu Antine al tramonto

Vista la presenza numerica così importante delle costruzioni nuragiche in Sardegna, la questione della funzione dei nuraghi è ritenuta di primaria importanza nella comprensione della civiltà nuragica nel suo complesso ed è soprattutto a partire dal XX secolo che iniziano a fiorire le pubblicazioni scientifiche sull'argomento. Ecco le ipotesi più discusse:

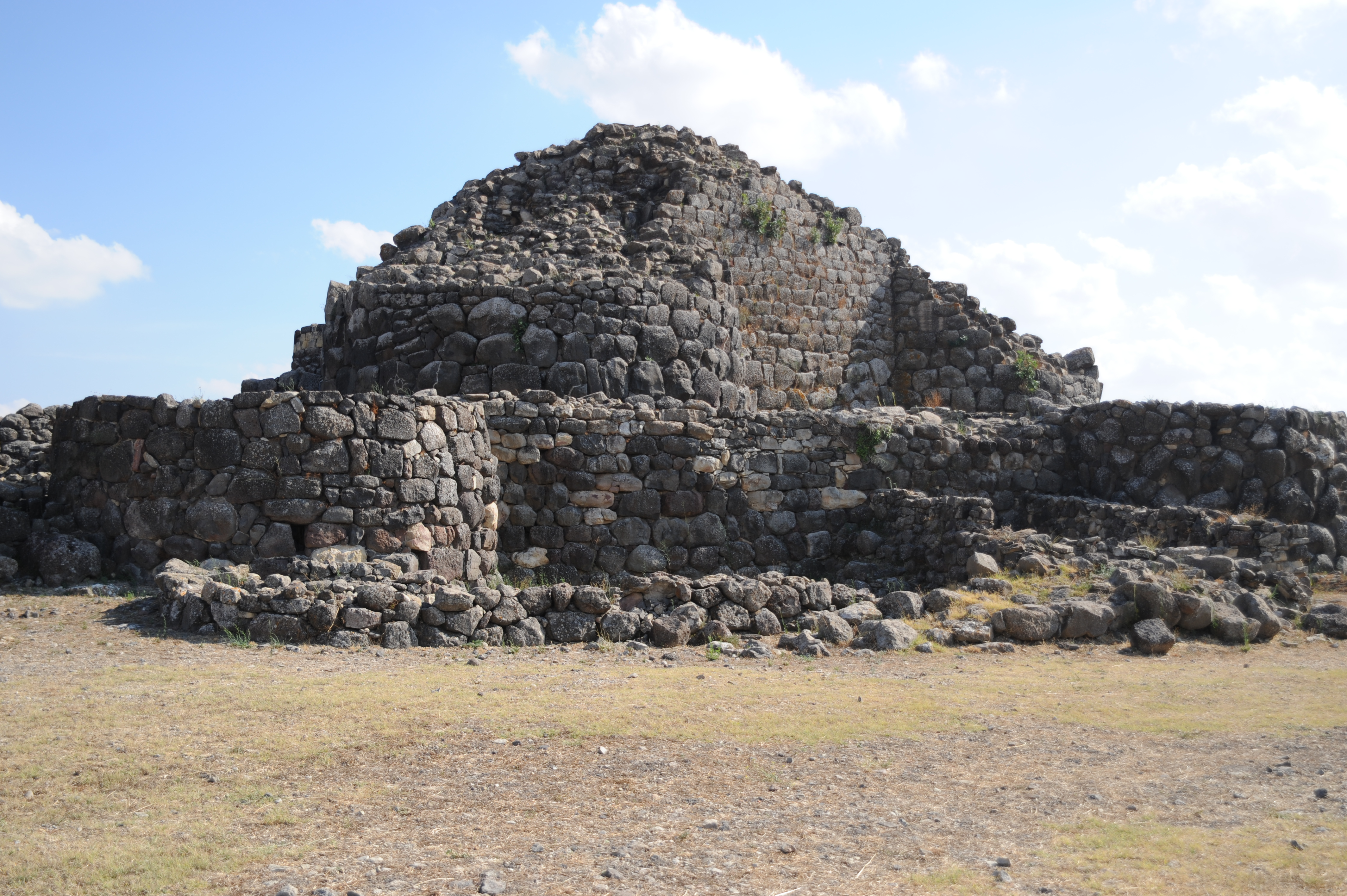
Su Nuraxi a Barumini

### Ipotesi militare
All'inizio del XX secolo inizia a ritagliarsi un'importanza sempre maggiore l'ipotesi della funzione militare, che rimarrà di fatto quella più accreditata fino alla seconda metà del Novecento, appoggiata soprattutto da studiosi come Antonio Taramelli, Filippo Nissardi e Giovanni Lilliu. Le principali osservazioni a favore di un utilizzo difensivo del nuraghe sono relative alla struttura architettonica stessa di quest'ultimo. Giovanni Lilliu sostiene, per esempio, che lo spessore ragguardevole delle mura dovesse reggere all'urto dei "krioforoi", gli arieti di sfondamento usati dai Cartaginesi nelle battaglie contro i Sardi. Anche l'altezza era tale da poter usare i nuraghi come efficaci torri di avvistamento e addirittura, dislocandoli strategicamente, avere sempre il contatto visivo tra l'uno e l'altro o usarli per definire un confine. Lilliu pone inoltre l'attenzione su altri «espedienti singolari di grande efficacia difensiva e offensiva che rivelano il carattere fortilizio del nuraghe» tra cui feritoie, angoli morti, piombatoi, scale retrattili, garette di guardia e botole.
Anche l'archeologo Ercole Contu sostiene che le torri isolate sarebbero state degli avamposti o vedette mentre i complessi più articolati delle fortezze.
Negli anni settanta gli articoli di Carlo Maxia e Lello Fadda sulla rivista Frontiera (1973) e il libro La Sardegna nuragica di Massimo Pittau (1977) rappresentano i primi tentativi di dimostrare l'infondatezza della tesi del sistema organizzato di fortini, che Lilliu stesso rivaluterà pesantemente.
Lo stesso Pittau, il maggior sostenitore della tesi esclusivamente religiosa dei nuraghi ammette tuttavia che «in qualche particolare circostanza di guerra i Nuragici si siano rifugiati in qualcuno dei nuraghi complessi e vi abbiano tentato un'estrema difesa» facendo riferimento ai nuraghi di Cabu Abbas di Olbia e a Su Nuraxi.
Per l'archeologo Giovanni Ugas sia i nuraghi classici sia i protonuraghi svolgevano principalmente due funzioni: le strutture più complesse, ad esempio i nuraghi polilobati, avevano una funzione residenziale per "re" o "capi tribù", le strutture più semplici, come nel caso dei nuraghi semplici monotorre, avevano invece una funzione d'avvistamento e di controllo del territorio e delle risorse.
È stato riscontrato che i nuraghi monotorre erano dislocati perlopiù nei territori poco popolati mentre quelli più popolosi erano contraddistinti da architetture più complesse.

### Ipotesi religiosa
L'alternativa classica a quella militare è l'ipotesi di una funzione votiva e religiosa del nuraghe che propone come indizi principali le sepolture rinvenute in alcuni nuraghi (specialmente nei protonuraghi) delle quali vi sono in passato molte segnalazioni in letteratura (Gaio Giulio Solino, Simplicio, Alberto La Marmora, Giovanni Spano) e che si ipotizza potessero essere imbalsamati, esposti e venerati come eroi.
A riprova dell'utilizzo sepolcrale ci sarebbero le conferme di carattere linguistico nei nomi di tantissimi nuraghi. Oltre ai tanti nomi generici come "Sa Tumba" di Olbia, "Tumboni" di Girasole, "Su Tumbone", Florinas, "Su Masuleu", San Nicolò Gerrei, "Losa" di Abbasanta legati al culto dei morti sono "de su Perdonu" a Nulvi, "Purgatoriu", Dorgali, "de is Animas", Santadi, "S'Inferru, Sassari" che sarebbero da collegare alla successiva cristianizzazione della Sardegna e che, secondo questa tesi, avrebbe continuato a riconoscere nei nuraghi il loro significato votivo. Tuttavia queste denominazioni spesso risultano abbastanza recenti. Il riferimento ai morti, per esempio, è dovuto spesso al loro utilizzo come ossario o luogo di sepoltura collettiva durante le numerose pestilenze che afflissero la Sardegna nei secoli e che li portarono a essere, per il volgo, luogo legato alla morte, all'espiazione, alla presenza di anime di defunti con varie caratterizzazioni folkloristiche colte non solo cristiane. Infatti, ancora più importante è il termine "Domo 'e s'Orcu" (casa dell'Orco), che, pur con le varie inflessioni subregionali denomina circa una quarantina di nuraghi e che richiamerebbe Plutone, divinità latina dei morti.

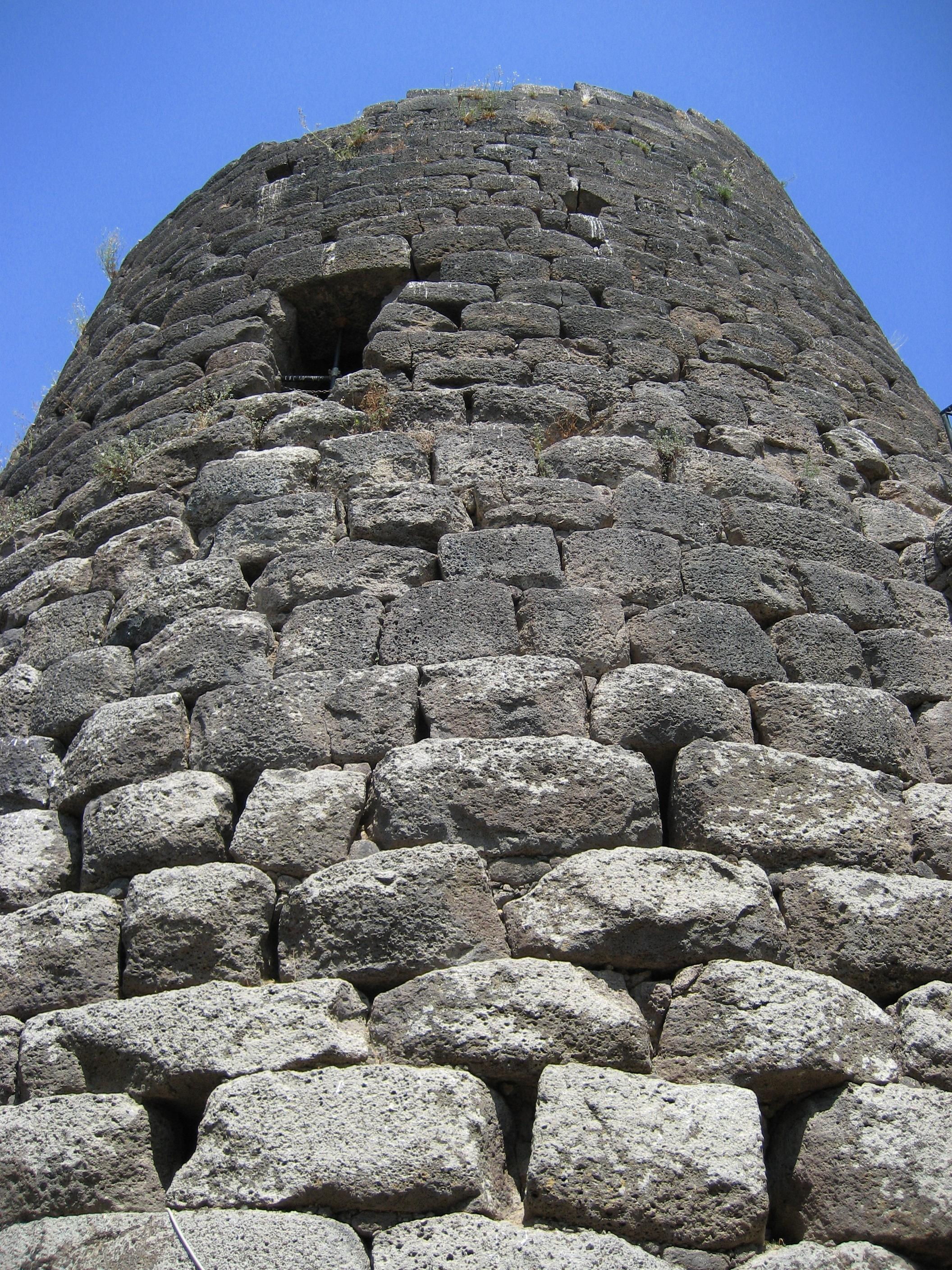
Nuraghe Santu Antine, torre centrale

### Ipotesi astronomica
Un'altra tesi presa in considerazione dei ricercatori è quella che vede nei nuraghi una funzione prevalentemente astronomica descrivendoli come dei veri e propri osservatori fissi della volta celeste, disposti sul territorio secondo precisi allineamenti con gli astri, e abitati da sacerdoti astronomi. Secondo lo studioso Mauro Peppino Zedda i nuraghi furono edificati come osservatori astronomici e le torri sarebbero state disposte secondo precise regole astronomiche e sarebbero state utilizzate per la misura del tempo e per l'osservazione della volta celeste avvalorarando l'ipotesi della funzione sacra di questi edifici, i quali sarebbero visti come templi custoditi da sacerdoti astronomi. Lo studioso sostiene che le torri del nuraghe trilobato Santu Antine siano state dei punti di osservazione per mezzo dei quali era possibile osservare il sorgere del Sole sia al solstizio invernale sia al solstizio estivo, e dalle stesse si poteva osservare - sempre ai solstizi - il tramonto del Sole. Secondo lo studioso il nuraghe Santu Antine è «l'apparecchio realizzato a secco tecnicamente più sofisticato di tutta la superficie terrestre». Grazie alla loro posizione - sostiene lo studioso - «gli antichi Sardi erano in grado di stabilire la scansione temporale delle stagioni e avevano riferimenti spaziali sulla terra».

### Polivalenza
Nella diatriba tra le ipotesi più discusse si inserisce un ragionamento, semplice ma importante che possiamo riassumere in questa frase di Franco Laner:
(Franco Laner, Accabadora: tecnologia delle costruzioni nuragiche, Tipomonza, Milano, 1999)
Secondo il Laner, si è voluta assegnare quindi al nuraghe, sbagliando, una ben determinata funzione che fosse valida nella totalità dei casi. In un altro passo del suo libro osserva come spesso la maggior parte dei sostenitori delle tesi precedentemente esposte parta dall'assunto, in effetti mai verificato e poco logico, che a una particolare tecnica costruttiva (la thòlos) debba corrispondere una funzione altrettanto precisa.

## Patrimonio dell'umanità
Durante la ventunesima sessione del Comitato del Patrimonio mondiale dell'UNESCO, tenutasi a Napoli tra il 1º e il 6 dicembre 1997, fu decisa l'iscrizione di Su Nuraxi di Barumini nel registro dei patrimoni dell'umanità, in rappresentanza dell'intero complesso monumentale nuragico.
Furono adottati i seguenti criteri culturali:
- I - rappresentare un capolavoro del genio creativo dell'uomo;
- III - essere testimonianza unica o eccezionale di una tradizione culturale o di una civiltà vivente o scomparsa;
- IV - costituire un esempio straordinario di un tipo edilizio, di un insieme architettonico o tecnologico, o di un paesaggio, che illustri una o più importanti fasi nella storia umana.

L'assegnazione del riconoscimento fu deciso con la seguente motivazione:
(UNESCO, definizione dalla Lista del Patrimonio dell'Umanità UNESCO)
Nel novembre 2021, è stato proposto che il sito UNESCO non si limiti a Su Nuraxi ma venga esteso ad altri 30 monumenti (sia nuraghi singoli e complessi nuragici, sia tombe dei giganti e pozzi sacri) ritenuti particolarmente significativi, che sono stati iscritti nella candidatura ufficiale.

## Principali siti nuragici

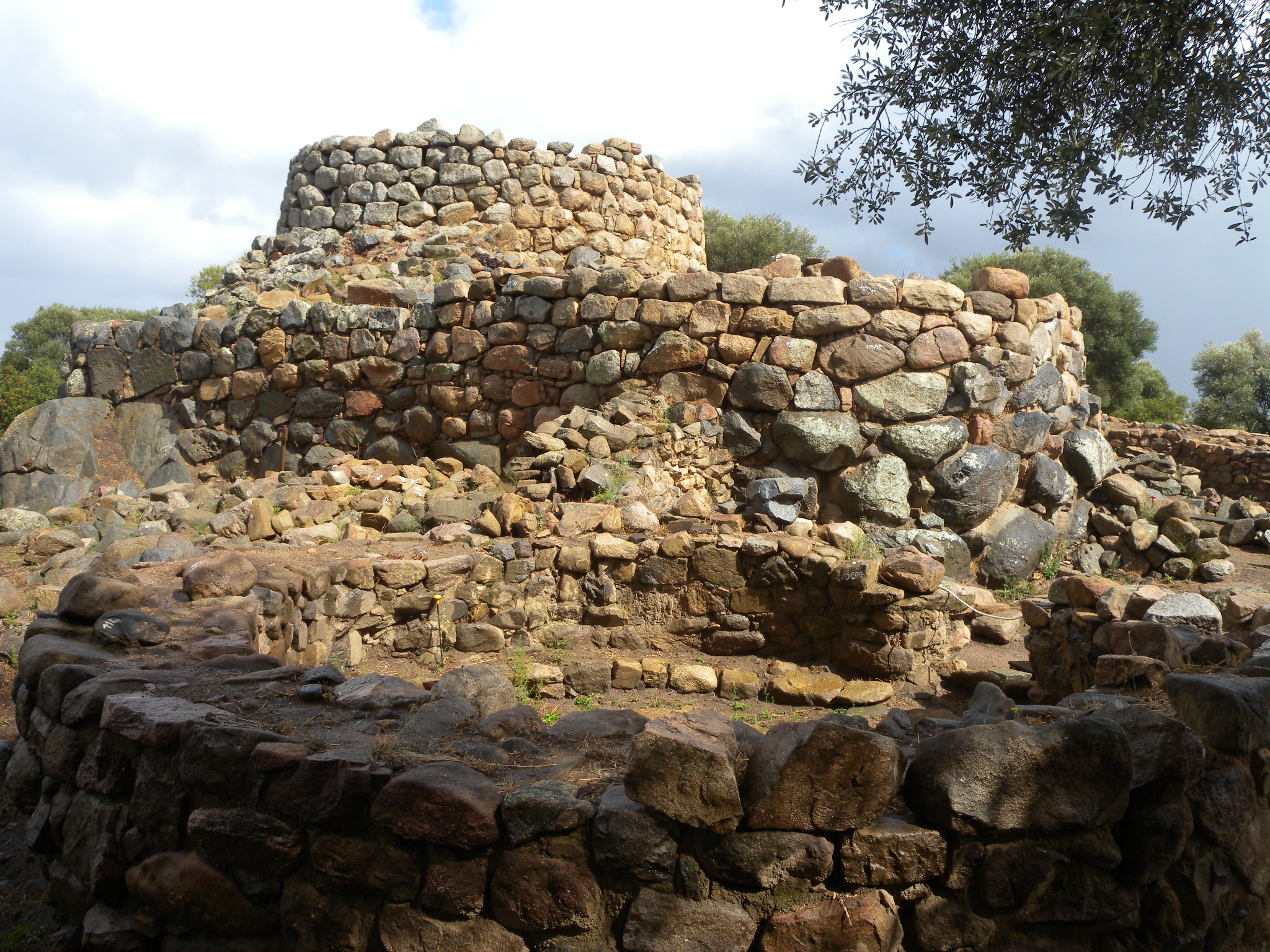
Nuraghe La Prisgiona

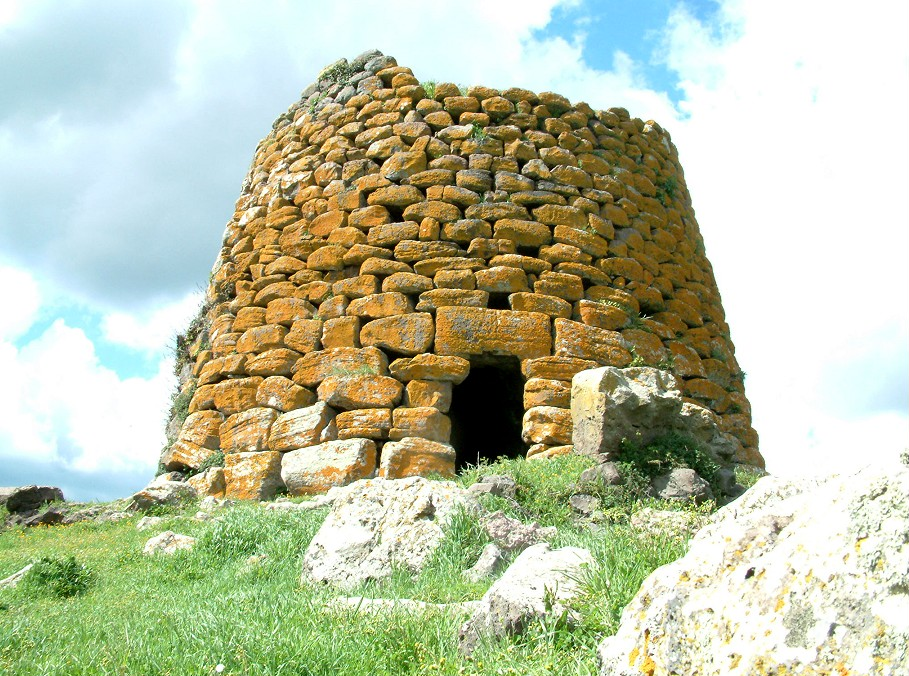
Macomer S.S.129bis per Bosa - nuraghe Succuronis

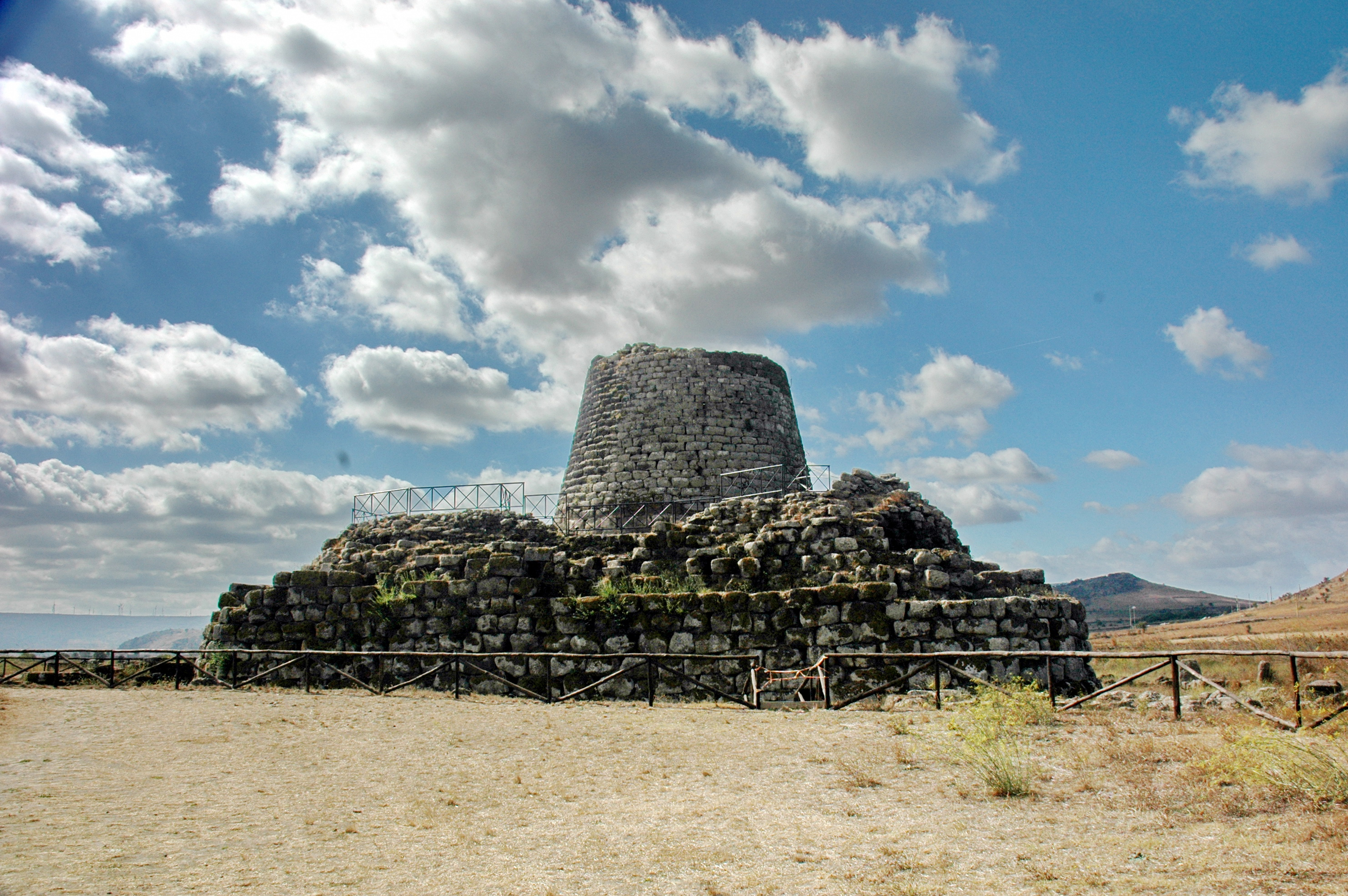
Nuraghe Santu Antine

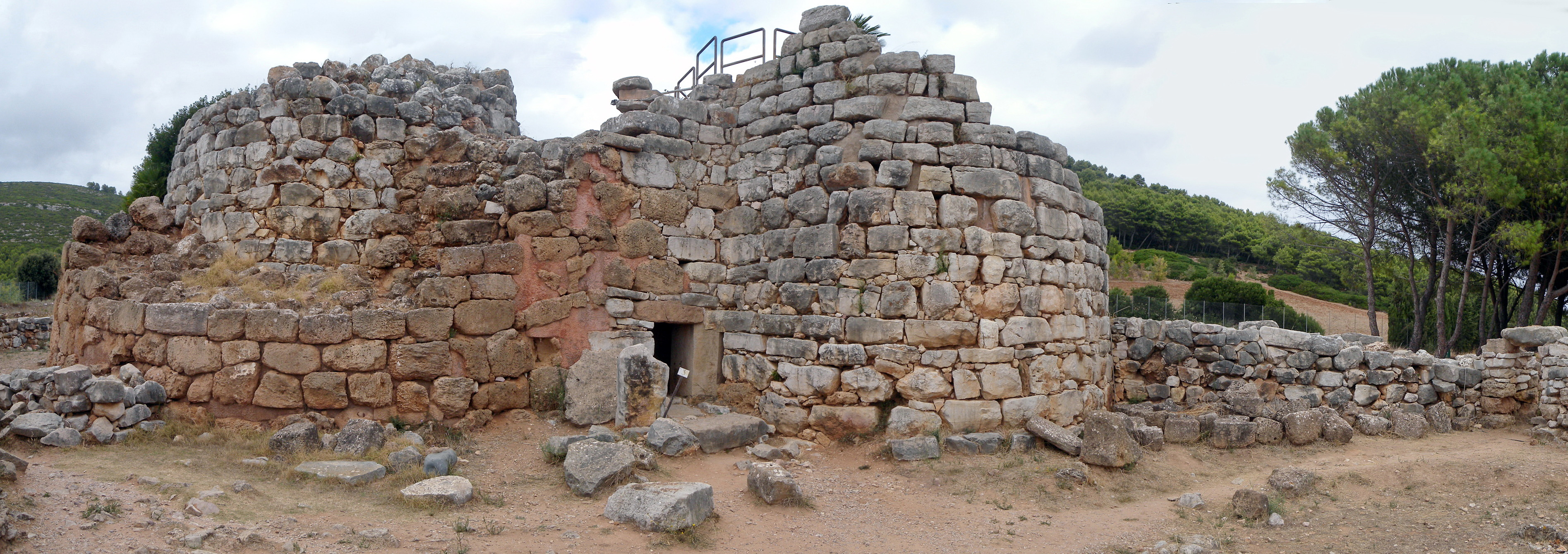
Complesso nuragico di Palmavera

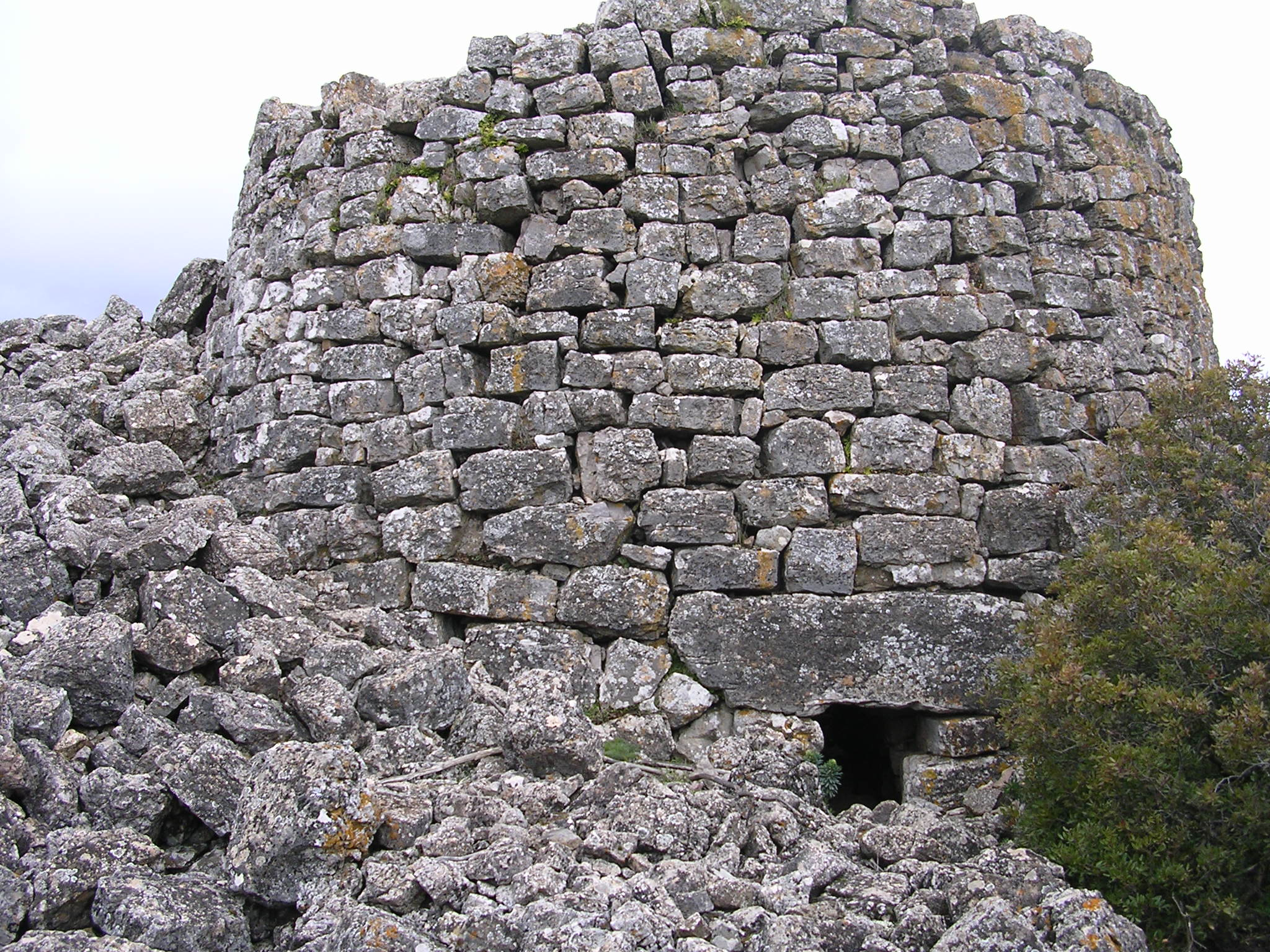
Nuraghe s'Ulimu di Ulassai

Segue una lista dei siti nuragici più importanti, divisi per tipi. Fra parentesi le caratteristiche che rendono il nuraghe degno di nota.

### Nuraghi di tipo misto
- Nuraghe Albucciu ad Arzachena (nuraghe di tipo misto, recante una fila di "mensole" ancora nella posizione originale)
- Nuraghe Maiori a Tempio Pausania (monotorre con interno a corridoio e due camere binarie. Utilizzato fino al Medioevo)

### Nuraghi monotorre
- Nuraghe Asoru a San Vito (monotorre con bastione trilobato)
- Nuraghe Corbos a Silanus
- Nuraghe Is Paras a Isili
- Nuraghe Rumanedda a Sassari (concentrato di tante soluzioni specifiche e rare: scale sussidiarie, camera ipogeica con pozzo a uso civile, silo piriforme)
- Nuraghe Cherchidzu (o Santa Sarbana) a Silanus (nonostante manchi l'architrave l'ingresso non ha ceduto; al suo fianco è stata eretta una chiesa romanica)
- Nuraghe Pranu a Ulassai
- Nuraghe Tanca Manna a Nuoro
- Nuraghe Zuras ad Abbasanta

### Nuraghi a tancato
- Nuraghe Santa Barbara a Villanova Truschedu
- Nuraghe Diana a Quartu Sant'Elena

### Nuraghi polilobati e villaggi nuragici
- Area archeologica di Cuccurada a Mogoro (villaggio e nuraghe complesso costruito a partire da un protonuraghe rivisto in antico a cui si sono aggiunte una serie di torri nuragiche unite da cortine murarie)
- Casteddu de Fanaris tra Decimoputzu e Vallermosa (costituito da un bastione di nove torri circondato da una muraglia dotata di cinque torri con feritoie)
- Complesso nuragico di Noddule[40] nel territorio della città di Nuoro (nuraghe trilobato a quattro torri con corte interna circondato da un grande villaggio con capanne, grandi cinte murarie, circoli megalitici ed è presente anche una singolare fonte sacra nuragica ancora attiva)
- Nuraghe Adoni a Villanova Tulo (è un complesso nuragico risalente all'età del bronzo. Il sito sorge su un rilievo di 811 m d'altezza tra la regione storica del Sarcidano e la Barbagia di Seùlo, è possibile vedere il Massiccio del Gennargentu, l’Ogliastra, l’Oristanese e il Campidano)
- Nuraghe Antigori a Sarroch
- Nuraghe Appiu a Villanova Monteleone (villaggio con oltre 200 capanne, un nuraghe trilobato e un monotorre. Tantissimi ritrovamenti di attrezzi da lavoro)
- Nuraghe Arrubiu a Orroli (nuraghe pentalobato, l'unico di questo genere a essersi conservato così bene)
- Nuraghe Burghidu a Ozieri (quadrilobato)
- Nuraghe Elighe Onna a Santu Lussurgiu (trilobato)
- Nuraghe Lerno a Pattada (ancora parzialmente sepolto, sembrerebbero esserci due torri aggiunte a quella centrale)
- Nuraghe Losa ad Abbasanta (nuraghe trilobato, tra i meglio conservati attorno al quale si sviluppa un villaggio cinto da una muraglia)
- Nuraghe Lugherras a Paulilatino (nuraghe polilobato con sviluppo della costruzione "a tancato" e muraglia esterna)
- Nuraghe Murranca a Masullas
- Nuraghe Nolza a Meana Sardo (nuraghe quadrilobato a 730 m s.l.m., con scale interessanti, una rampa è quasi verticale. Alcune camere non sono state ancora raggiunte dagli scavi
- Nuraghe Oes a Giave
- Nuraghe Bau e Tanca a Talana
- Nuraghe Orolio (o Madrone) a Silanus (trilobato, la torre centrale presenta le due thòlos sovrapposte ancora intatte)
- Nuraghe Orolo a Bortigali
- Nuraghe Palmavera ad Alghero (costruzione a tancato, due torri con bastione e cortile interno. Attorno è costruito un villaggio con capanna per riunioni)
- Nuraghe Sa Mura de Nuracale a Scano di Montiferro (quadrilobato, la torre centrale presenta le due thòlos sovrapposte ancora intatte), attorno si sviluppa un villaggio cinto da una muraglia antemurale
- Nuraghe Santu Antine a Torralba noto come La reggia nuragica (uno dei più conosciuti e importanti, al tempo della sua costruzione era fra gli edifici più alti del bacino del Mediterraneo)
- Nuraghe Serbissi a Osini (trilobato, situato a 964 m s.l.m.)
- Nuraghe Seruci a Gonnesa (nuraghe pentalobato)
- Nuraghe Sirai a Carbonia (nuraghe quadrilobato con torri orientate a nord-est-sud-ovest e annesso villaggio nuragico)
- Nuraghe s'Ulimu a Ulassai (composto da due torri)
- Nuraghe S'Ortali 'e su Monti, o nuraghe San Salvatore, a Tortolì
- Su Nuraxi a Barumini (il villaggio nuragico più grande della Sardegna, si sviluppa intorno a un nuraghe quadrilobato)
- Nuraghe Santu Sciori e Nuraxi Fenu a Pabillonis
- Nuraghe Ponte Molinu a Siligo